# تاریخ شیشه‌گری

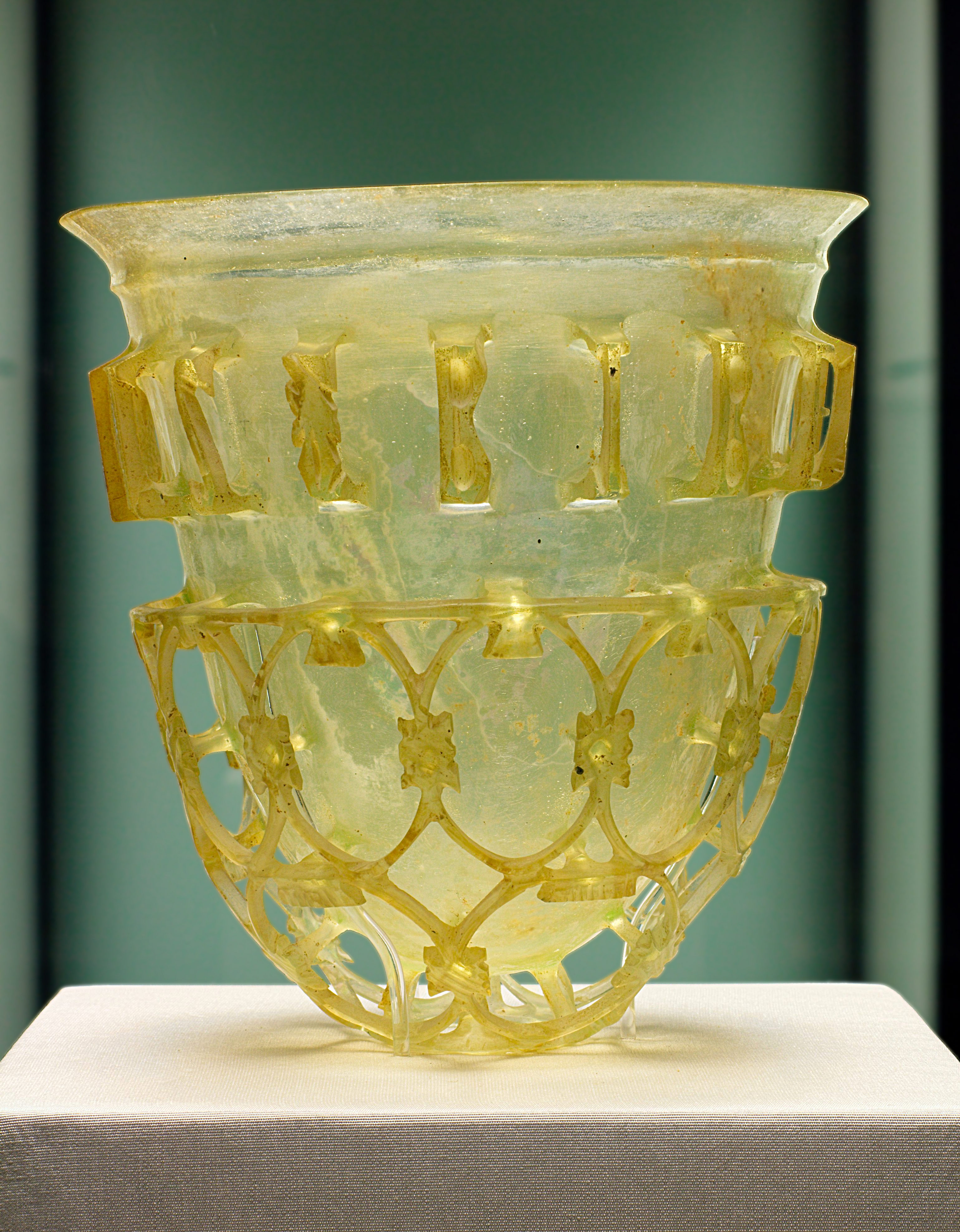
جام قفسی رومی متعلق به قرن چهارم میلادی

تاریخچه شیشه سازی به حداقل ۳۶۰۰ سال پیش در بین‌النهرین بازمی‌گردد. با این حال، برخی از باستان شناسان ادعا می‌کنند که آنها ممکن است کپی‌هایی از اشیاء شیشه ای را از مصر تهیه کرده باشند. سایر شواهد باستان‌شناسی نشان می‌دهد که اولین شیشه واقعی در شمال سوریه، بین‌النهرین یا مصر ساخته شده است. اولین اشیاء شیشه ای شناخته شده، در اواسط ۲۰۰۰ قبل از میلاد، مهره‌هایی بودند که احتمالاً در ابتدا به عنوان محصولات جانبی تصادفی فلزکاری (سرباره) یا در طی تولید فایانس، یک ماده جلای شیشه ای ساخته شده با فرآیندی مشابه لعاب دادن ساخته شده‌اند.  محصولات شیشه‌ای تا قبل از فروپاشی عصر برنز، کالای لوکس محسوب می‌شدند.
توسعه فن آوری شیشه در هند تقریباً به ۱۷۳۰ سال پیش از میلاد بر می‌گردد. در چین باستان، ساخت شیشه در مقایسه با سرامیک و فلزکاری دیرتر آغاز شد.
باستان شناسان از سراسر امپراتوری روم سابق، اشیاء شیشه ای را که در زمینه‌های خانگی، صنعتی و تدفین مورد استفاده قرار می‌گرفتند، کشف کردند. شیشه‌های آنگلوساکسون در سراسر انگلستان در حفاری‌های باستان‌شناسی در سکونت گاه‌ها و گورستان پیدا شده است. شیشه در دوره آنگلوساکسون در ساخت طیف وسیعی از اشیاء از جمله ظروف، مهره‌ها، پنجره‌ها و حتی در جواهرات استفاده می‌شد.

## ریشه‌ها

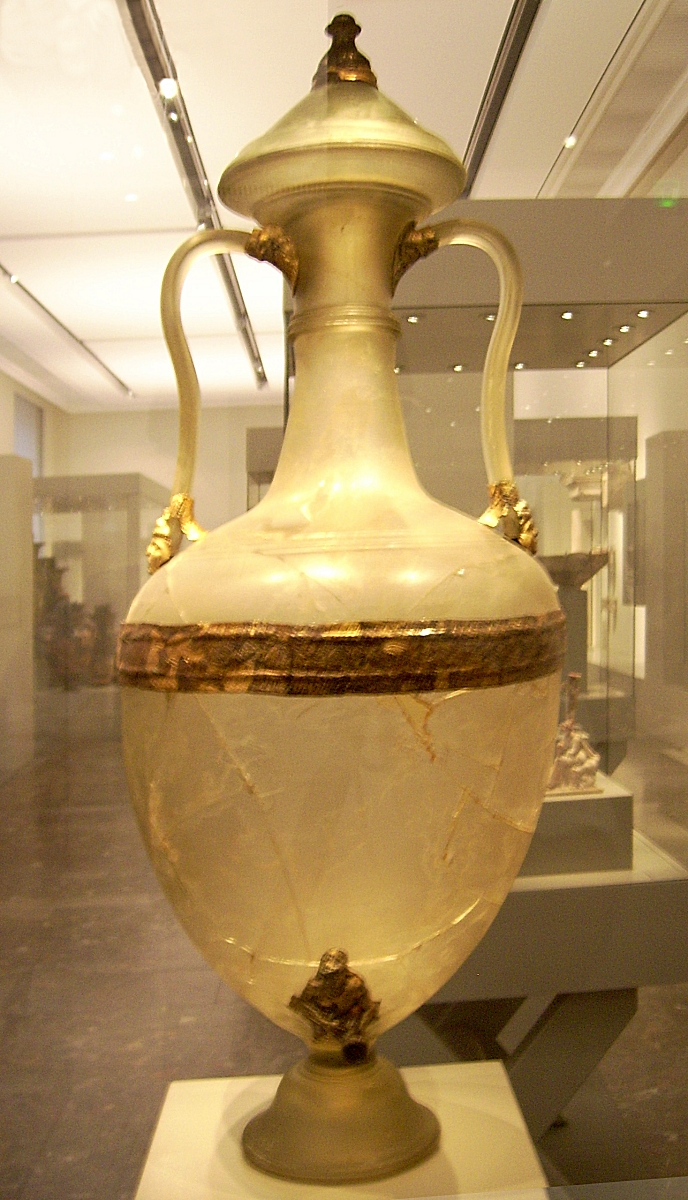
آمفور شیشه ای یونان باستان مربوط به دوره هلنیستی.

شیشه‌های طبیعی، به‌ویژه ابسیدین شیشه‌ای آتشفشانی، توسط بسیاری از جوامع عصر حجر در سراسر جهان برای تولید ابزارهای برش مورد استفاده قرار گرفته‌اند و به دلیل منابع محدود، تجارت گسترده‌ای داشته‌اند. اما به‌طور کلی، شواهد باستان‌شناسی نشان می‌دهد که اولین شیشه واقعی در ساحل شمال سوریه، بین‌النهرین یا مصر باستان ساخته شده است. به دلیل محیط مساعد مصر برای نگهداری، اکثر شیشه‌های اولیه در آنجا یافت می‌شود؛ اگرچه برخی از آنها احتمالاً وارد شده‌اند. اولین اشیاء شیشه ای شناخته شده، در اواسط 2000 قبل از میلاد، مهره‌هایی بودند که احتمالاً در ابتدا به عنوان محصولات جانبی تصادفی فلزکاری (سرباره) یا در طی تولید فایانس، یک ماده جلای شیشه ای ساخته شده با فرآیندی مشابه لعاب دادن ساخته شده‌اند.
در اواخر عصر برنز در مصر و آسیای غربی (مثلا، تل مگیدو)، پیشرفت سریعی در فناوری شیشه‌سازی وجود داشت. یافته‌های باستان‌شناسی از این دوره شامل شمشهای شیشه‌ای رنگی، ظروف (اغلب رنگی و گوهر سنگ مانند) هستند. قلیای شیشه سوریه و مصر خاکستر سودا (کربنات سدیم) بود که می‌توان آن را از خاکستر بسیاری از گیاهان، به ویژه گیاهان هالوفیل ساحلی استخراج کرد. آخرین ظروف شیشه ای «هسته‌ای» بودند که در واقع با پیچاندن یک طناب انعطاف‌پذیر شیشه‌ای به دور میله‌ای فلزی هسته ای شکل از ماسه و خاک رس، و سپس ذوب آن با چندین بار گرم کردن دوباره آن ساخته می‌شدند.
رشته‌هایی از شیشه‌های نازک با رنگ‌های مختلف که با ترکیبات اکسید ساخته شده بودند، متعاقباً به اطراف آنها پیچیدند تا الگوهایی ایجاد کنند که می‌توان با استفاده از ابزارهای فلزی چنگک‌زنی به داخل فستون‌ها کشیده شد. سپس ظرف را بر روی یک تخته صاف می‌غلطانند تا نخ‌های تزئینی را به بدنه آن فشار دهند. دسته‌ها و پایه‌های ظروف طور جداگانه نصب می‌شدند. میله متعاقباً اجازه داده شد تا با بازپخت آهسته شیشه خنک شود و در نهایت از مرکز ظرف خارج شد. اشکال شیشه ای برای منبت‌ها نیز اغلب در قالب‌ها ایجاد می‌شد. با این حال، بسیاری از تولیدات اولیه شیشه به تکنیک‌های سنگ زنی که از سنگ کاری به عاریت گرفته شده بود، متکی بود. این بدان معنی است که شیشه در حالت سرد، آسیاب و حک شده است.
در قرن 15 قبل از میلاد، تولید شیشه در آسیای غربی، کرت و مصر در حال وقوع بود. و اصطلاح یونانی 𐀓𐀷𐀜𐀺𐀒𐀂 , ku-wa-no-wo-ko-i به معنی «کارگران لاجورد و شیشه» (نوشته شده به خط هجانگار خطی ب) گواهی شده است.   تصور می‌شود که تکنیک‌ها و دستور العمل‌های مورد نیاز برای ترکیب اولیه شیشه از مواد خام، از اسرار تجاری کاملاً محافظت شده در کشورهای قدرتمند و صنعتی بوده است؛ بنابراین کارگران شیشه در مناطق دیگر به واردات شیشه‌های پیش ساخته، اغلب به شکل شمش‌های ریخته‌گری شده متکی بودند.

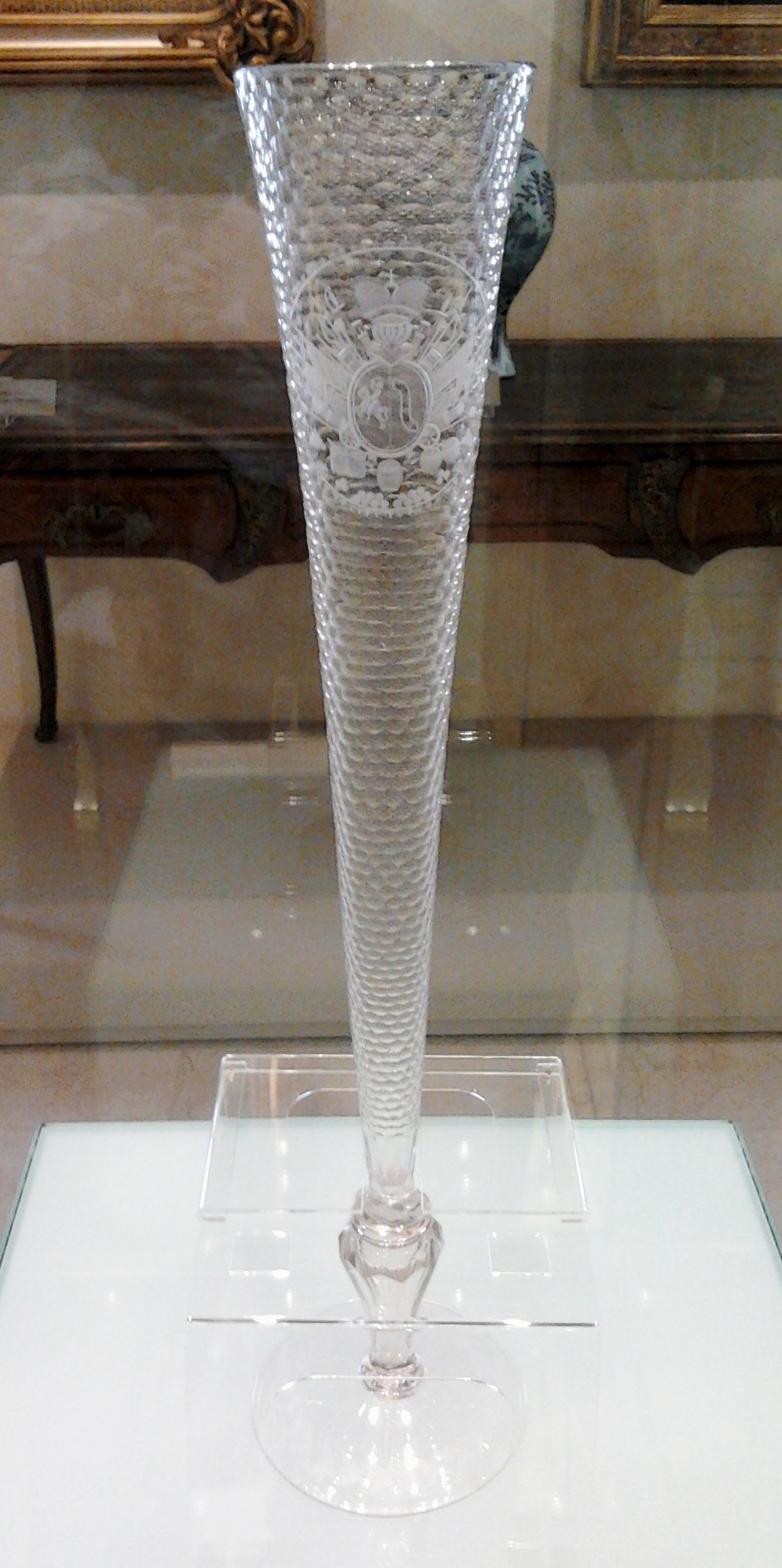
جامی متعلق به اوایل قرن هجدهم با نشان‌های موجود در موزه ای در تارنوف یکی از بلندترین جام‌ها با ارتفاع (۵۴٫۳ سانتی‌متر، ۲۱٫۴ اینچ)

در قرن نهم قبل از میلاد، زمانی که تکنیک‌های ساخت شیشه‌های شفاف کشف شده بود؛ دوباره در مکان‌های قبلی خود، سوریه و قبرس، پیدا شد.
در مصر، شیشه‌سازی احیا نشد تا اینکه در اسکندریه بطلمیوسی دوباره معرفی شد. رگ‌ها و مهره‌های هسته‌دار هنوز به‌طور گسترده تولید می‌شدند، اما تکنیک‌های دیگر با آزمایش‌ها و پیشرفت‌های تکنولوژیکی به میدان آمدند.
در طول دوره هلنیستی، بسیاری از تکنیک‌های جدید تولید شیشه معرفی شد و از شیشه برای ساخت قطعات بزرگتر، به ویژه ظروف میز استفاده شد. تکنیک‌های توسعه‌یافته در این دوره شامل «لغزش» شیشه‌های چسبناک (اما نه کاملاً مذاب) روی قالب به منظور تشکیل ظرف و تکنیک «هزاران گل» است که در آن عصاهای شیشه‌ای چند رنگ بریده می‌شوند و برش‌ها مرتب می‌شوند سپس با هم و در قالب ترکیب می‌شوند تا جلوه ای موزاییک مانند ایجاد کنند. همچنین در این دوره بود که شیشه‌های شفاف یا بی‌رنگ مورد توجه قرار گرفت و روش‌های دستیابی به این اثر به‌طور کامل بررسی شد.

به گفته پلینیوس بزرگ، تاجران فنیقی اولین کسانی بودند که با تکنیک‌های تولید شیشه در محل رودخانه بلوس برخورد کردند. گئورگیوس اگریکولا، در کتاب De re metallica، داستان سنتی تحت عنوان «کشف» را روایت می‌کند:
«سنت این است که کشتی تجاری مملو از نیتروم در این مکان پهلو می‌گرفت، بازرگانان غذای خود را در ساحل آماده می‌کردند و سنگ‌هایی برای نگه‌داشتن دیگ‌های خود نداشتند، از تکه‌های نیتروم کشتی استفاده می‌کردند که با ماسه‌های ساحل ذوب و مخلوط می‌شد. جریان‌های مایع نیمه‌شفاف جدیدی در آنجا جاری بود، و بدین‌سان منشأ شیشه بود.»
این گزارش بیشتر بازتابی از تجربه رومیان از تولید شیشه است. با این حال، به دلیل درجه خلوص بالای آن، ماسه سیلیس سفید از این ناحیه در تولید شیشه در امپراتوری روم استفاده می‌شد. در قرن اول قبل از میلاد، شیشه‌گری در سواحل سیرو-جودین کشف شد که انقلابی در صنعت ایجاد کرد. ظروف شیشه ای اکنون در مقایسه با ظروف سفالی ارزان بودند. رشد استفاده از محصولات شیشه ای در سراسر روم باستان رخ داد. شیشه به پلاستیک رومی مبدل شد و ظروف شیشه ای در اسکندریه تولید شدند و در سراسر امپراتوری روم گسترش یافت. با کشف شیشه شفاف (از طریق معرفی دی‌اکسید منگنز)، توسط شیشه‌گرها در اسکندریه در حدود ۱۰۰ پس از میلاد، رومی‌ها شروع به استفاده از شیشه برای اهداف معماری کردند. پنجره‌های شیشه ای ریخته‌گری، هرچند با کیفیت نوری ضعیف، در مهم‌ترین ساختمان‌های رم و مجلل‌ترین ویلاهای هرکولانیوم و پمپئی ظاهر شدند. در طول ۱۰۰۰ سال بعد، ساخت و کار شیشه ادامه یافت و در جنوب اروپا و فراتر از آن گسترش یافت.

## تاریخ شیشه بر اساس فرهنگ

### ایران
اولین شیشه ایرانی به شکل مهره‌هایی به اواخر عصر مفرغ (۱۶۰۰ پیش از میلاد) می‌رسد و در جریان کاوش‌ها تپه دین‌خواه در آذربایجان ایران توسط چارلز برنی کشف شد. لوله‌های شیشه ای متعلق به دوره عیلام میانی توسط باستان شناسان فرانسوی در چغازنبیل کشف شد. در تپه حسنلو و مارلیک تپه در شمال ایران نیز فنجان‌های شیشه ای موزاییکی یافت شده که قدمت آن به عصر آهن می‌رسد. این جام‌ها شبیه جام‌های بین‌النهرین و جام‌هایی است که در اواخر دوره ایلامی در شوش یافت شد.
لوله‌های شیشه ای حاوی سرمه نیز در آذربایجان ایران و استان کردستان متعلق به دوره هخامنشیان یافت شده است. در این مدت ظروف شیشه ای معمولاً ساده و بی‌رنگ بودند. در دوران سلوکی و اواخر اشکانی، فنون یونانی و رومی رایج بود. در دوره ساسانیان ظروف شیشه ای با نقوش محلی تزئین می‌شد.

### هند
شواهدی از شیشه در دوران سنگ، در هستیناپور هند یافت شده است. اولین مورد شیشه ای در تمدن دره سند، یک مهره شیشه ای قهوه ای رنگ است که در هاراپا یافت شده و قدمت آن به ۱۷۰۰ قبل از میلاد می‌رسد. شیشه‌های کشف‌شده از مکان‌های بعدی (با قدمت ۶۰۰ تا ۳۰۰ پیش از میلاد)، رنگ‌های رایج را نشان می‌دهند.
در متونی مانند Shatapatha Brahmana و Vinaya Pitaka به شیشه اشاره شده است که به این معناست که می‌توانستند در اوایل هزاره اول پیش از میلاد در هند شناخته شده باشند. اشیاء شیشه‌ای نیز در بید، سیرکاپ و سیرسوخ یافت شده‌اند که همگی مربوط به قرن پنجم پیش از میلاد هستند. با این حال، اولین شواهد غیرقابل انکار برای استفاده گسترده از شیشه از خرابه‌های تاکسیلا (قرن سوم پیش از میلاد مسیح) می‌آید، جایی که النگو، مهره، ظروف کوچک و کاشی در مقادیر زیادی کشف شد. این تکنیک‌های شیشه‌سازی ممکن است از فرهنگ‌های آسیای غربی به هند راه یافته باشد.
سایت کوپیا، در ایالت اوتار پرادش، اولین مکانی در هند است که به صورت محلی شیشه تولید می‌کند، با اقلامی که قدمت آن بین قرن هفتم پیش از میلاد تا قرن دوم پس از میلاد است. شیشه‌های هندی اولیه این دوره احتمالاً به صورت محلی ساخته می‌شد، زیرا در مقایسه با شیشه‌های بابلی، رومی و چینی از نظر ترکیب شیمیایی تفاوت چشمگیری دارند.
در قرن اول پس از میلاد، شیشه برای تزئینات و پوشش در جنوب آسیا مورد استفاده قرار می‌گرفت. ارتباط با فرهنگ یونانی-رومی تکنیک‌های جدیدتری را اضافه کرد و صنعت‌گران هندی در قرن‌های بعدی بر چندین تکنیک قالب‌گیری، تزئین و رنگ‌آمیزی شیشه تسلط یافتند. در دوره ساتاواهانا در هند نیز استوانه‌های کوتاهی از شیشه کامپوزیت تولید شد؛ از جمله آنهایی که ماتریس زرد لیمویی را با شیشه سبز پوشانده بودند.

### چین

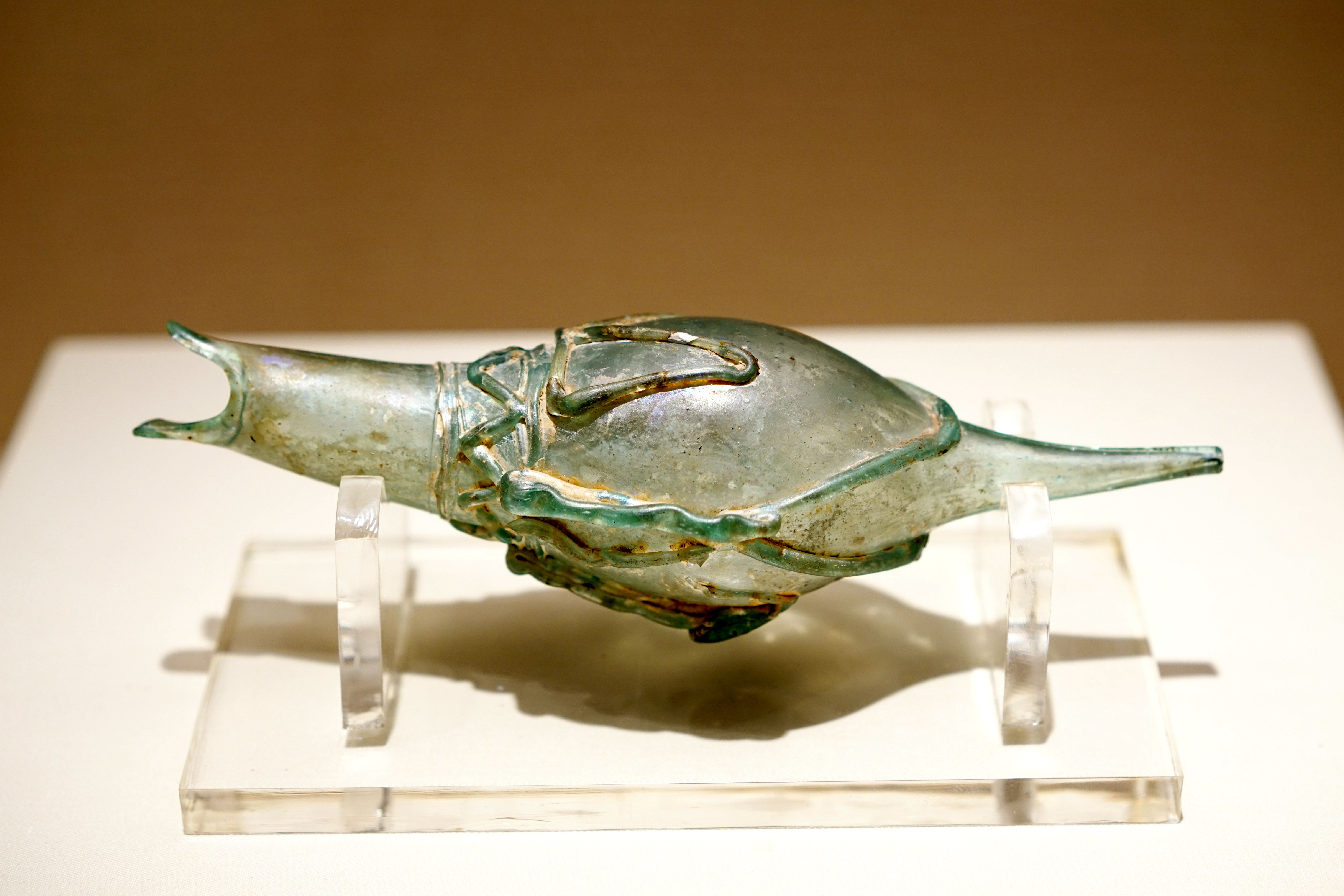
قطره چکان شیشه ای

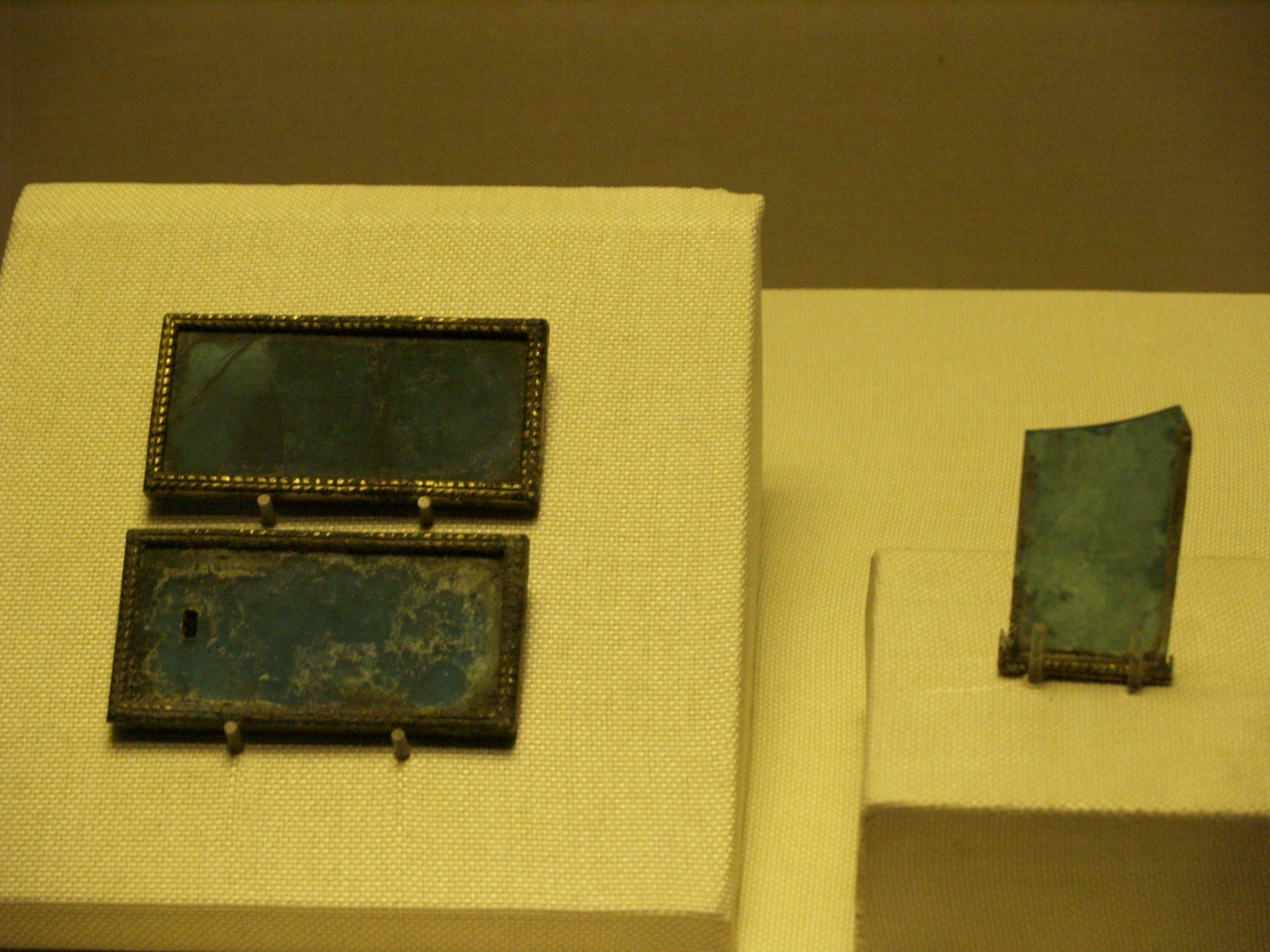
پلاک‌های شیشه‌ای آبی که در مقبره پادشاه نانیوه یافت شده است که متعلق به اواخر قرن دوم قبل از میلاد است.

در چین، شیشه در مقایسه با سرامیک و کارهای فلزی، نقشی حاشیه ای در هنر و صنایع دستی ایفا می‌کرد. اولین اقلام شیشه ای در چین مربوط به دوره کشورهای متخاصم (۴۷۵ تا ۲۲۱ قبل از میلاد) است، اگرچه تعداد آنها نادر است و در توزیع باستان‌شناسی محدود است.
شیشه‌سازی بعدها در چین در مقایسه با فرهنگ‌های بین‌النهرین، مصر و هند توسعه یافت. اشیاء شیشه ای وارداتی برای اولین بار در اواخر بهار و پاییز (اوایل قرن پنجم قبل از میلاد) به چین به شکل نظر رسید. این واردات انگیزه تولید مهره‌های شیشه ای بومی را ایجاد کرد.
در طول سلسله هان (۲۰۶ قبل از میلاد تا ۲۲۰ پس از میلاد)، استفاده از شیشه متنوع شد. معرفی ریخته‌گری شیشه در این دوره باعث تشویق تولید اشیاء قالب‌گیری شده مانند دو دیسک و سایر اشیاء آیینی شد. اشیاء شیشه ای چینی از کشورهای متخاصم و دوره هان از نظر ترکیب شیمیایی با اشیاء شیشه ای وارداتی تفاوت زیادی دارند. لیوان‌های این دوره حاوی سطوح بالایی از اکسید باریم و سرب هستند که آنها را از لیوان‌های سودا-آهک-سیلیکا آسیای غربی و بین‌النهرین متمایز می‌کند. در پایان سلسله هان (۲۲۰ پس از میلاد)، سنت شیشه سرب-باریم رو به زوال نهاد و تولید شیشه تنها در قرن ۴ و ۵ پس از میلاد از سر گرفته شد. منابع ادبی نیز به ساخت شیشه در قرن پنجم میلادی اشاره کرده‌اند.

### رومیان

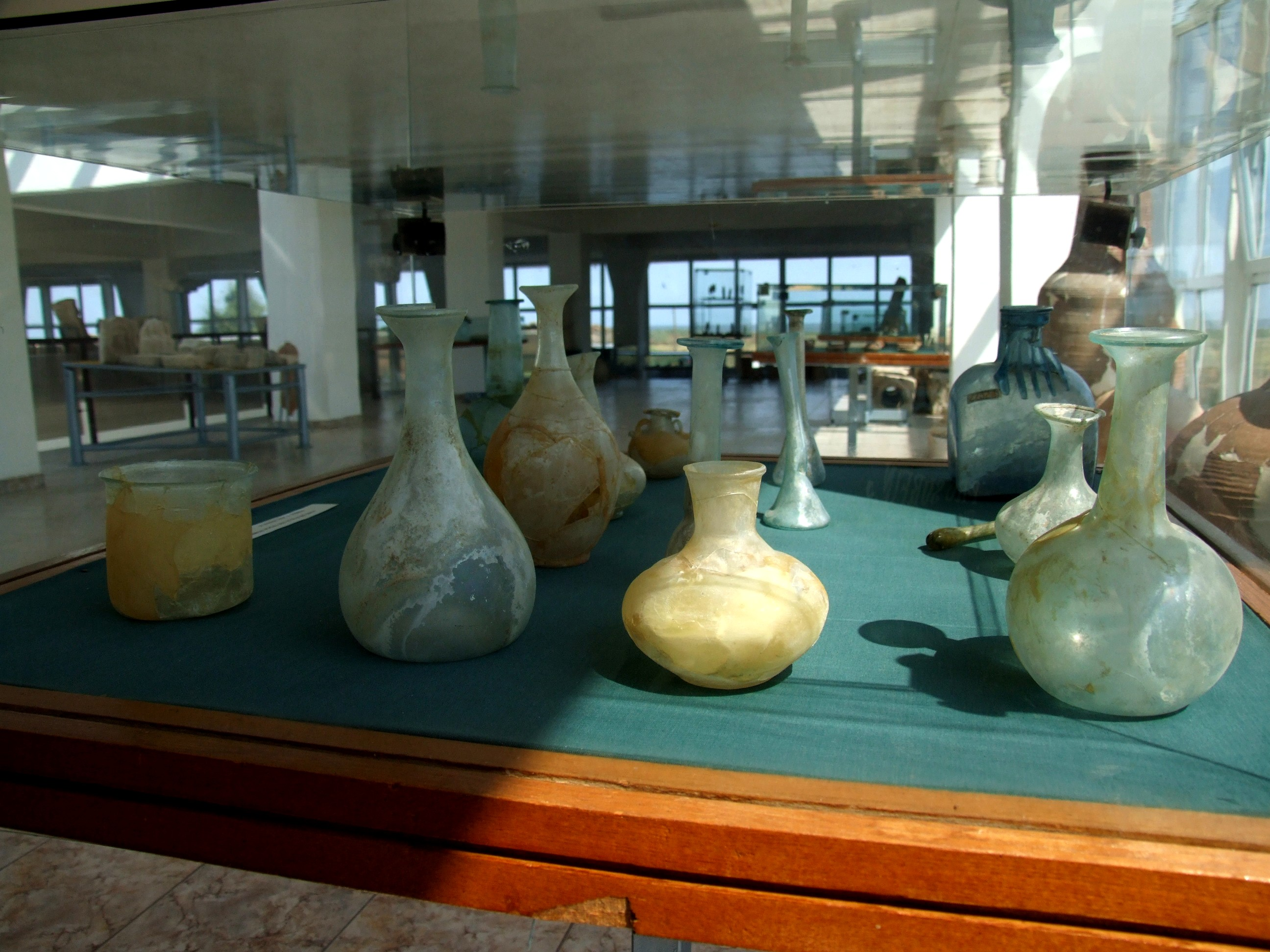
شیشه رومی

تولید شیشه رومی از سنت‌های فنی هلنیستی توسعه یافت و در ابتدا بر تولید ظروف شیشه‌ای با رنگ‌های شدید و ریخته‌گری متمرکز بود. اشیاء شیشه ای در سراسر امپراتوری روم در زمینه‌های خانگی، تدفین و صنعتی بازیابی شده‌اند. شیشه عمدتاً برای تولید ظروف استفاده می‌شد، اگرچه کاشی‌های معرق و شیشه پنجره نیز تولید می‌شد.
با این حال، در قرن اول پس از میلاد، صنعت، رشد فنی سریعی را تجربه کرد که شاهد معرفی دمیدن شیشه و تسلط شیشه‌های شفاف یا «آکوا» بود. در پایان قرن اول میلادی، تولید در مقیاس بزرگ، عمدتاً در اسکندریه، منجر به تأسیس شیشه به عنوان یک ماده رایج در جهان روم شد.

### جهان اسلام
شیشه اسلامی ادامه دهنده دستاوردهای فرهنگ‌های پیش از اسلام به ویژه شیشه ساسانی ایران است. شاعر عرب بحتری شفافیت چنین شیشه ای را چنین توصیف می‌کند: «رنگ آن، شیشه را چنان پنهان می‌کند که گویی ظرفی وجود ندارد.» در قرن هشتم، جابر بن حیان شیمیدان ایرانی، ۴۶ دستور برای تولید شیشه رنگی را در کتاب الدرة المکنونه (کتاب مروارید پنهان)، به اضافه ۱۲ دستور العملی که توسط المراکشی درج شده بود، در چاپ بعدی کتاب شرح داد. در قرن یازدهم، آینه‌های شیشه ای شفاف در اندلس ساخته می‌شد.

### آفریقا
در دوران پسا کلاسیک، شیشه و مهره‌های شیشه ای در دوران پادشاهی بنین ساخته می‌شد.

### اروپای قرون وسطی

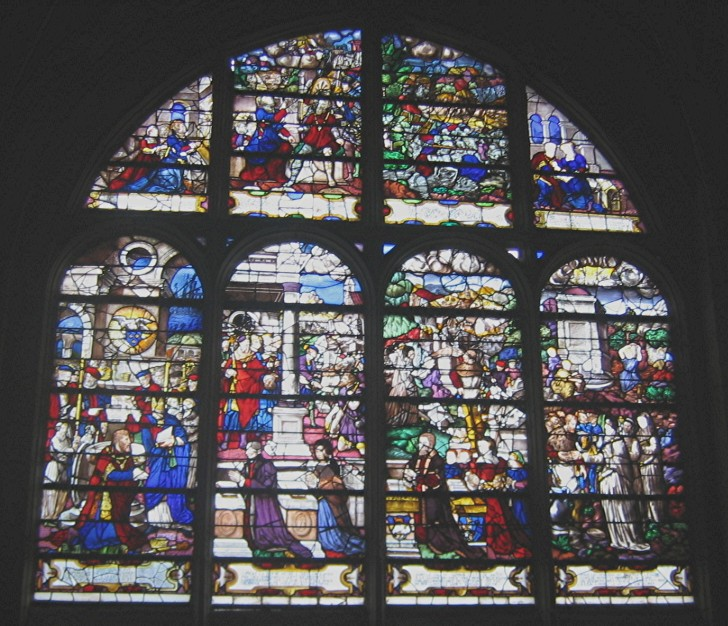
پنجره شیشه ای رنگی قرن شانزدهمی

پس از فروپاشی امپراتوری روم غربی، فن‌آوری‌های مستقل شیشه‌سازی در شمال اروپا با شیشه‌های جنگلی که توسط چندین فرهنگ تولید می‌شد، ظهور کردند. شیشه بیزانسی سنت رومی را در امپراتوری شرقی تکامل بخشید.
اشیای شیشه ای مربوط به قرن هفتم و هشتم در جزیره تورچلو در نزدیکی ونیز پیدا شده است. اینها پیوند مهمی بین دوران روم و اهمیت بعدی آن شهر در تولید مواد تشکیل می‌دهند. حدود ۱۰۰۰سال پس از میلاد، پیشرفت فنی مهم در اروپای شمالی صورت گرفت، زمانی که شیشه‌های سودای تولید شده از سنگریزه‌های سفید و پوشش گیاهی سوخته، با شیشه‌ای ساخته شده از مواد بسیار آسان‌تری(پتاس به دست آمده از خاکستر چوب) جایگزین شد. از این نقطه به بعد، شیشه شمالی به‌طور قابل توجهی با شیشه ساخته شده در منطقه مدیترانه، جایی که سودا در آن رایج بود، تمایز داشت.
تا قرن دوازدهم، شیشه‌های رنگی به‌طور گسترده‌ای مورد استفاده قرار نمی‌گرفت، اما به سرعت به وسیله ای مهم برای هنر رومانسک و به ویژه هنر گوتیک مبدل یافت که تقریباً تمام آثار بازمانده در کلیساها ساختمان‌های سکولار بزرگ آن زمان نیز استفاده می‌شد. قرن یازدهم در آلمان شاهد ظهور روش‌های جدیدی برای ساختن شیشه‌های ورقه‌ای با دمیدن کره‌ها بود. کره‌ها به بیرون چرخانده می‌شدند تا استوانه‌هایی تشکیل داده و سپس در حالی که هنوز داغ بودند بریده شده و پس از آن ورق‌ها صاف می‌شدند. این تکنیک در ونیز قرن سیزدهم تکامل یافت. فرایند شیشه تاجی تا اواسط قرن ۱۹ مورد استفاده قرار گرفت. ظروف شیشه ای خانگی در اواخر قرون وسطی اروپای شمالی به شیشه جنگلی معروف بودند.

#### جهان آنگلوساکسون
شیشه‌های آنگلوساکسون در سراسر انگلستان در حفاری‌های باستان‌شناسی در سکونتگاه‌ها و گورستان پیدا شده است. شیشه در دوره آنگلوساکسون در ساخت طیف وسیعی از اشیاء از جمله ظروف، مهره‌ها، پنجره‌ها و حتی در جواهرات استفاده می‌شد. در قرن پنجم پس از میلاد با خروج رومیان از بریتانیا، تغییرات قابل توجهی در استفاده از شیشه ایجاد شد. حفاری در محوطه‌های رومی-بریتانیایی، مقادیر فراوانی شیشه را نشان داده است.
اکثر ظروف کامل و مجموعه‌های مهره‌ها از کاوش‌های گورستان‌های اولیه آنگلوساکسون به دست می‌آیند، اما تغییر در آیین‌های تدفین در اواخر قرن هفتم بر بازیابی شیشه تأثیر گذاشت. از اواخر قرن هفتم به بعد، شیشه پنجره بیشتر یافت می‌شود. این ارتباط مستقیم با معرفی مسیحیت و ساخت کلیساها و صومعه‌ها دارد. چند منبع ادبی کلیسایی آنگلوساکسون وجود دارد که به تولید و استفاده از شیشه اشاره می‌کند، اگرچه اینها به شیشه پنجره مورد استفاده در ساختمان‌های کلیسایی مربوط می‌شوند. آنگلوساکسون‌ها از شیشه نیز در جواهرات خود استفاده می‌کردند.

#### مورانو
مرکز شیشه‌سازی لوکس ایتالیایی از قرن چهاردهم، جزیره مورانو بود که بسیاری از تکنیک‌های جدید را توسعه داد و به مرکز تجارت صادراتی سودآور در ظروف غذاخوری، آینه‌ها و سایر اقلام تبدیل شد. چیزی که شیشه مورانو ونیزی را به‌طور قابل توجهی متمایز می‌ساخت، این بود که سنگریزه‌های کوارتز محلی تقریباً سیلیس خالص بودند و به صورت یک ماسه شفاف ریز آسیاب شده و با خاکستر سودای به دست آمده از شام ترکیب می‌شد و ونیزی‌ها تنها انحصار آن را داشتند. شفاف‌ترین و مرغوب‌ترین شیشه به دو صورت رنگ آمیزی می‌شود: اول اینکه یک ماده رنگی طبیعی آسیاب شده و با شیشه ذوب می‌شود. بسیاری از این عوامل رنگ آمیزی هنوز وجود دارند. شیشه سیاه به نام سنگ ابسیدین ابسیدیانوس نامیده می‌شد. روش دوم ظاهراً تولید یک شیشه سیاه است که با نگه داشتن آن در برابر نور، رنگ واقعی را که این شیشه به شیشه دیگر در هنگام استفاده به عنوان رنگ می‌دهد، نشان می‌دهد.
توانایی ونیزی برای تولید این شکل برتر از شیشه منجر به مزیت تجاری نسبت به سایر زمین‌های تولید شیشه شد. شهرت مورانو به عنوان مرکز شیشه‌سازی زمانی متولد شد که جمهوری ونیزی از ترس آتش‌سوزی ساختمان‌های عمدتاً چوبی شهر، به شیشه‌سازان دستور داد تا کارخانه‌های ریخته‌گری خود را در سال ۱۲۹۱ به مورانو منتقل کنند. شیشه‌سازان مورانو به زودی برجسته‌ترین شهروندان جزیره شدند. شیشه‌سازان اجازه خروج از جمهوری را نداشتند. خیلی‌ها ریسک کردند و کوره‌های شیشه را در شهرهای اطراف و تا انگلستان و هلند راه اندازی کردند.

#### بوهمیا

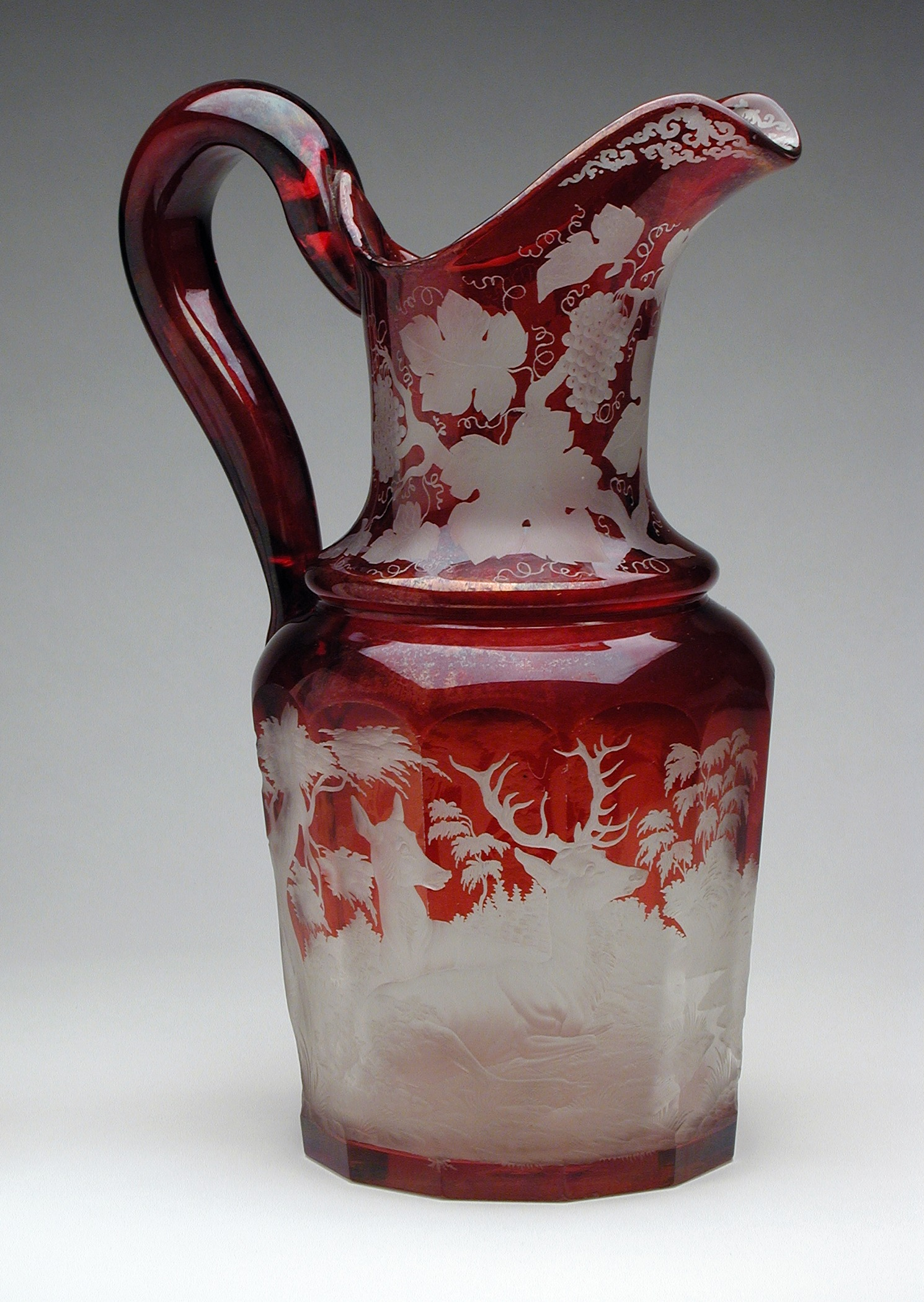
بلور یاقوتی حکاکی شده (قرن نوزدهم)

شیشه بوهمی یا کریستال بوهمیا، یک شیشه تزئینی است که در مناطق بوهمیا و سیلزی، که اکنون بخشی ازجمهوری چک محسوب می‌شود، از قرن سیزدهم میلادی ساخته شده است. قدیمی‌ترین کاوش‌های باستان‌شناسی در مکان‌های شیشه‌سازی مربوط به حدود سال ۱۲۵۰ است و در کوه‌های Lusatian در شمال بوهمیا واقع شده‌اند. در قرن هفدهم، کسپر لمان، سنگ تراش امپراتور رودولف دوم در پراگ، تکنیک حکاکی جواهر با چرخ‌های مس و برنز را با شیشه تطبیق داد.

## تولید شیشه مدرن

### فرآیندهای جدید

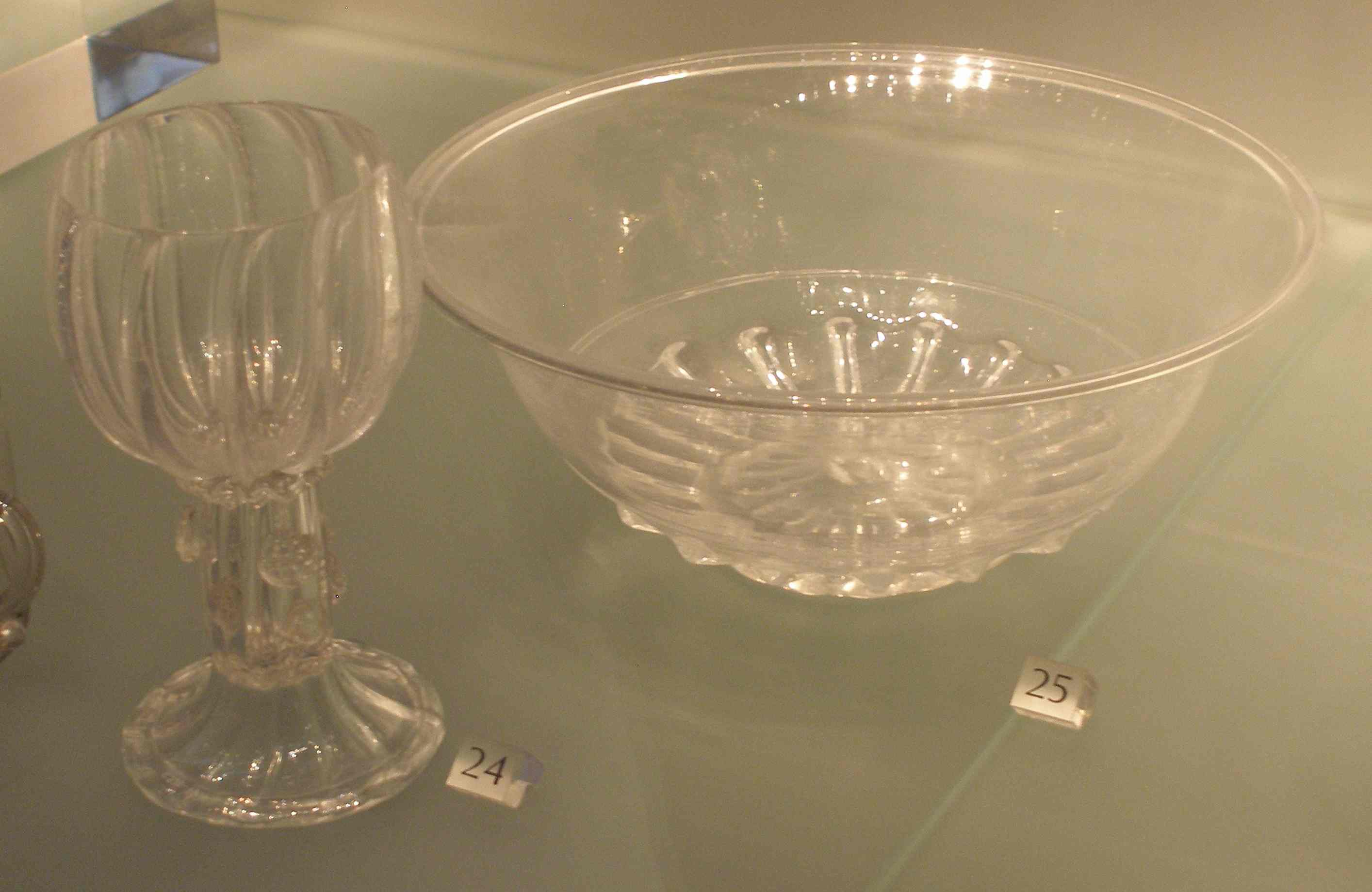
نمونه‌هایی از شیشه‌های ریونزکرافتس.

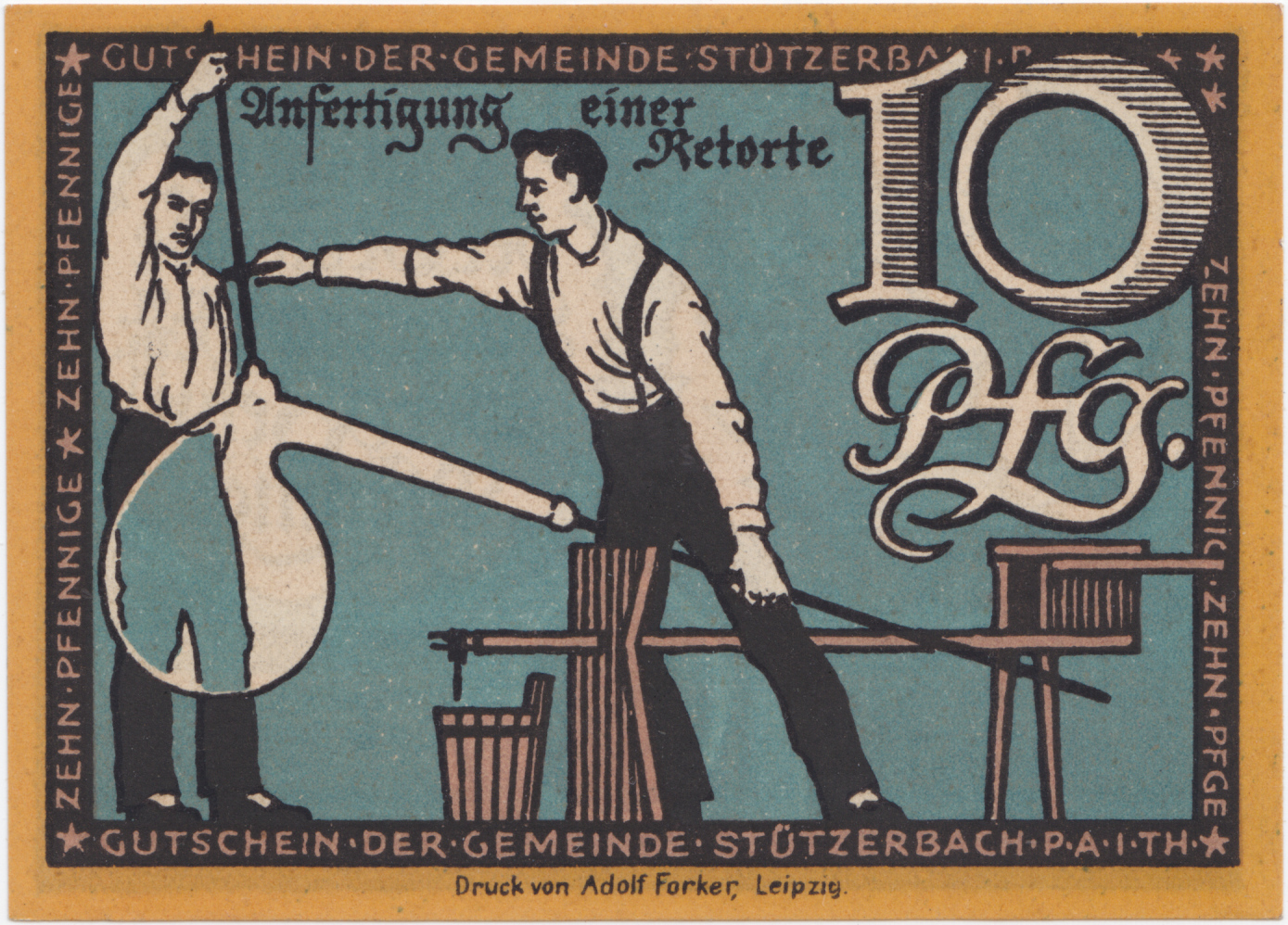
شیشه‌گر در محل کار

تکنیک افزودن اکسید سرب به شیشه مذاب، پیشرفت مهمی در تولید شیشه بود. این امر ظاهر شیشه را بهبود بخشید و ذوب آن را با استفاده از زغال سنگ دریا به عنوان سوخت کوره آسانتر کرد. این تکنیک همچنین «دوره کار» شیشه را افزایش داد و دستکاری آن را آسان‌تر کرد. این فرایند برای اولین بار توسط جورج ریونزکرافت در سال ۱۶۷۴ کشف شد. وی اولین کسی بود که ظروف شیشه ای کریستال سرب شفاف را در مقیاس صنعتی تولید کرد. ریونزکرافتس منابع فرهنگی و مالی لازم برای متحول کردن تجارت شیشه را داشت و باعث شد تا انگلستان از ونیز به عنوان مرکز صنعت شیشه در قرن هجدهم و نوزدهم پیشی بگیرد. او در جستجوی یافتن جایگزینی برای کریستالو ونیزی، از سنگ چخماق به عنوان منبع سیلیس استفاده کرد، اما شیشه او ترک خورد و شبکه ای از شکاف‌های ریز در آن ایجاد شد که شفافیت آن را از بین می‌برد. در نهایت با جایگزینی مقداری از شار پتاس با اکسید سرب به مذاب، مشکل برطرف شد.
به او یک حق ثبت اختراع حفاظتی اعطا شد که در آن تولید و پالایش از گلخانه او در ساووی به خلوت هنلی-آن-تیمز منتقل شد.
تا سال ۱۶۹۶، پس از انقضای حق ثبت اختراع، بیست و هفت گلخانه در انگلستان شیشه تولید می‌کردند و با چنان موفقیتی به سراسر اروپا صادر می‌کردند که در سال ۱۷۴۶، دولت بریتانیا مالیات پرسودی بر آن وضع کرد. صنعت شیشه سازی بریتانیا توانست با لغو مالیات در سال ۱۸۴۵ اوج بگیرد.
شواهد استفاده از روش دمیدن در شیشه به سال ۱۶۲۰ در لندن برمی گردد و برای آینه‌ها و صفحات اتوبوس استفاده می‌شد.

### تولید صنعتی

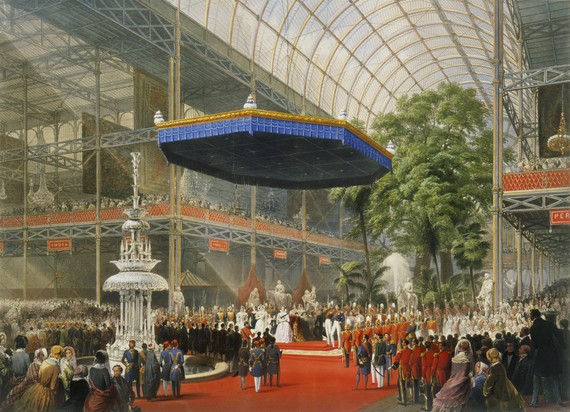
نمای کاخ کریستال، یکی از اولین ساختمان‌هایی است که از شیشه به عنوان مصالح اصلی برای ساخت و ساز استفاده شده است.

استفاده از شیشه به عنوان مصالح ساختمانی توسط قصر کریستال در سال ۱۸۵۱ که توسط جوزف پکستون برای برگزاری نمایشگاه بزرگ اعلام شد. ساختمان جدید انقلابی پکستون الهام بخش استفاده عمومی از شیشه به عنوان ماده ای برای معماری خانگی و باغبانی شد. در سال ۱۸۳۲، شرکت بریتانیایی کراون گلس (بعدها برادران شانس) اولین شرکتی بود که روش استوانه‌ای را برای تولید شیشه ورق با تخصص ژرژ بونتمپس، شیشه‌ساز معروف فرانسوی اتخاذ کرد. جیمز هارتلی در سال ۱۸۴۷ روش رولد پلیت را معرفی کرد که اغلب برای سقف‌های شیشه ای گسترده مانند داخل ایستگاه‌های راه‌آهن استفاده می‌شود.
پیشرفت اولیه در اتوماسیون تولید شیشه در سال ۱۸۴۸ توسط مهندس هنری بسمر ثبت شد. سیستم او با تشکیل روبان بین غلتک‌ها، یک نوار پیوسته از شیشه مسطح تولید کرد. که فرایند پرهزینه ای بود؛ زیرا سطوح شیشه نیاز به پرداخت داشت. بسمر همچنین در سال ۱۸۴۳ شکل اولیه «شیشه شناور» را معرفی کرد که شامل ریختن شیشه روی قلع مایع بود.
در سال ۱۸۸۷، تولید انبوه شیشه توسط شرکت اشلی در کسلفورد، یورک‌شر توسعه یافت. این فرایند نیمه اتوماتیک از ماشین‌هایی استفاده می‌شد که قادر به تولید ۲۰۰ بطری استاندارد در ساعت بودند که چندین برابر سریع‌تر از روش‌های سنتی بود. Cبرادران شانس همچنین در سال ۱۸۸۸ روش نورد ماشینی شیشه طرح دار را معرفی کردند.
در سال ۱۸۹۸، پیلکینگتون، شیشه‌های ریخته‌گری سیمی را اختراع کرد؛ جایی که شیشه دارای یک توری فولادی قوی جهت ایمنی سازی است. که معمولاً با نام اشتباه «شیشه سیمی جرجی» شناخته می‌شد، اما تا حد زیادی به دوره جرج مربوط می‌شود. تکنیک Machine Drawn Cylinder در ایالات متحده اختراع شد و اولین روش مکانیکی برای کشیدن شیشه پنجره بود. از سال ۱۹۱۰ به بعد در شرکت پیلکینگتون تحت لیسانس آمریکا در انگلستان تولید شد.
در سال ۱۹۳۸، فرایند ورق صیقلی توسط پیلکینگتون بهبود یافت که یک فرایند سنگ زنی مضاعف را برای ارائه کیفیت بهتری به پرداخت اضافه کرد. بین سالهای ۱۹۵۳ و ۱۹۵۷، سر آلستر پیلکینگتون و کنت بیکرستاف از برادران پیلکینگتون بریتانیا فرایند انقلابی شیشه شناور را توسعه دادند که اولین کاربرد تجاری موفق برای تشکیل یک نوار شیشه ای پیوسته با استفاده از حمام قلع مذاب که شیشه مذاب بی تأثیر از جاذبه در آن جریان دارد. این روش به ورق ضخامت یکنواخت و سطوح بسیار مسطح داد. پنجره‌های مدرن از شیشه شناور ساخته شده‌اند. بیشتر شیشه‌های شناور، شیشه‌های سودا-آهکی هستند. اما مقادیر نسبتاً کمی از بوروسیلیکات تخصصی و شیشه‌های نمایشگر صفحه تخت نیز با استفاده از فرایند شیشه‌های شناور تولید می‌شوند. موفقیت این فرایند در تعادل دقیق حجم شیشه وارد شده به حمام است. فروش کامل و سودآور شیشه شناور برای اولین بار در سال ۱۹۶۰ به تحقق یافت.

## نگارخانه

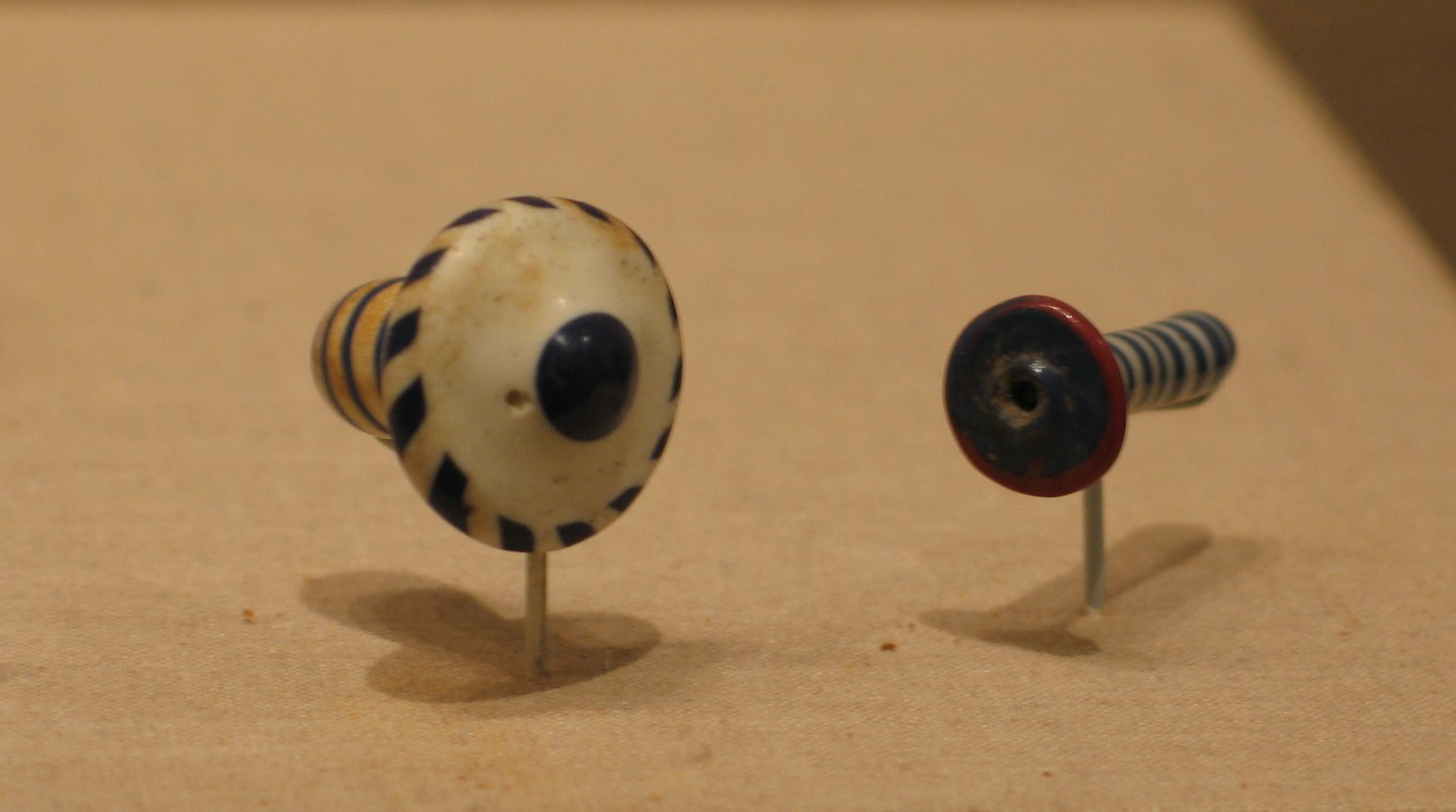
گل میخ گوش شیشه ای، ج. ۱۳۹۰–۱۳۵۳پیش از میلاد، موزه بروکلین
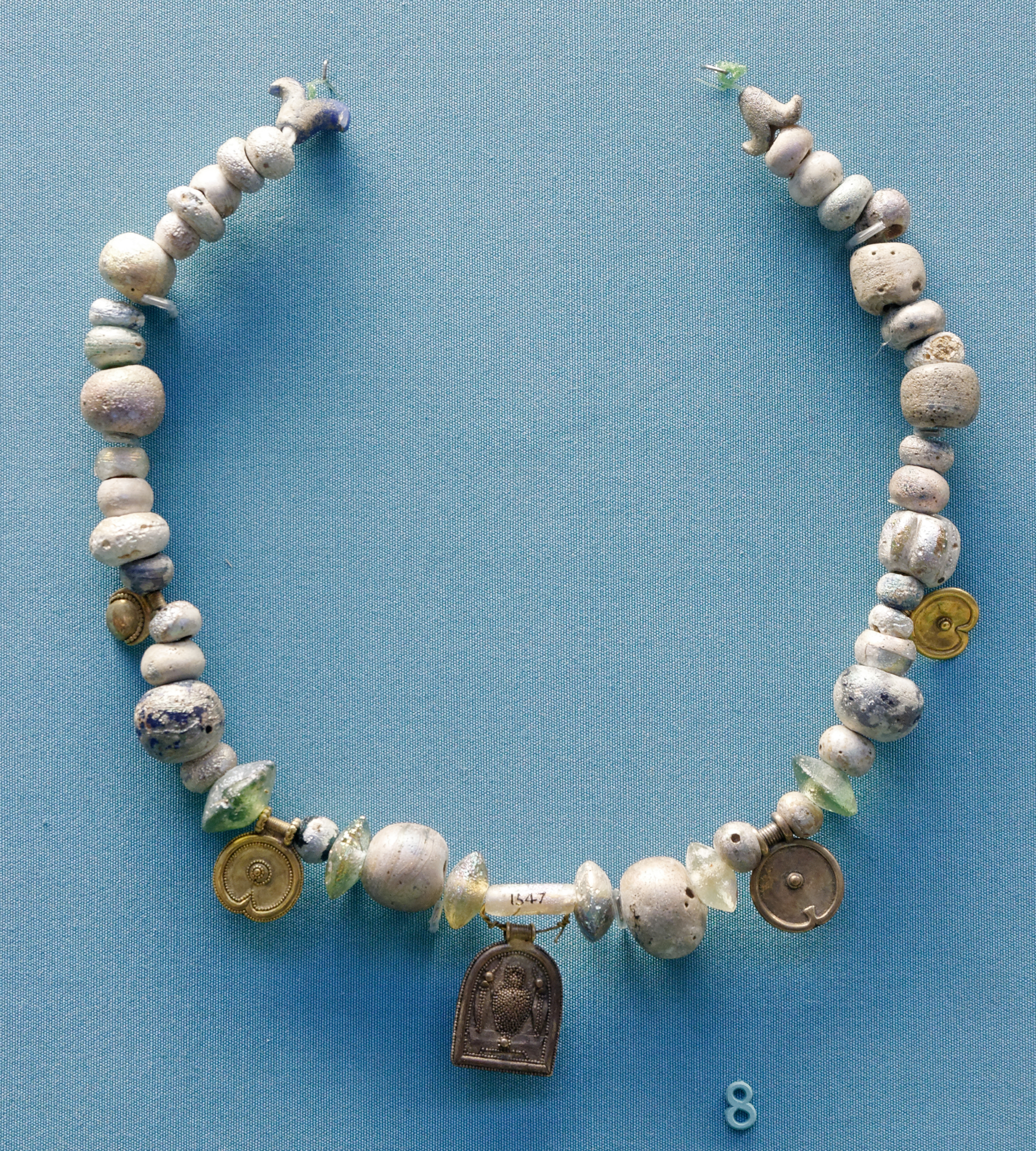
گردنبند شیشه ای فنیقی  متعلق به قرن ۵-۶ پیش از میلاد
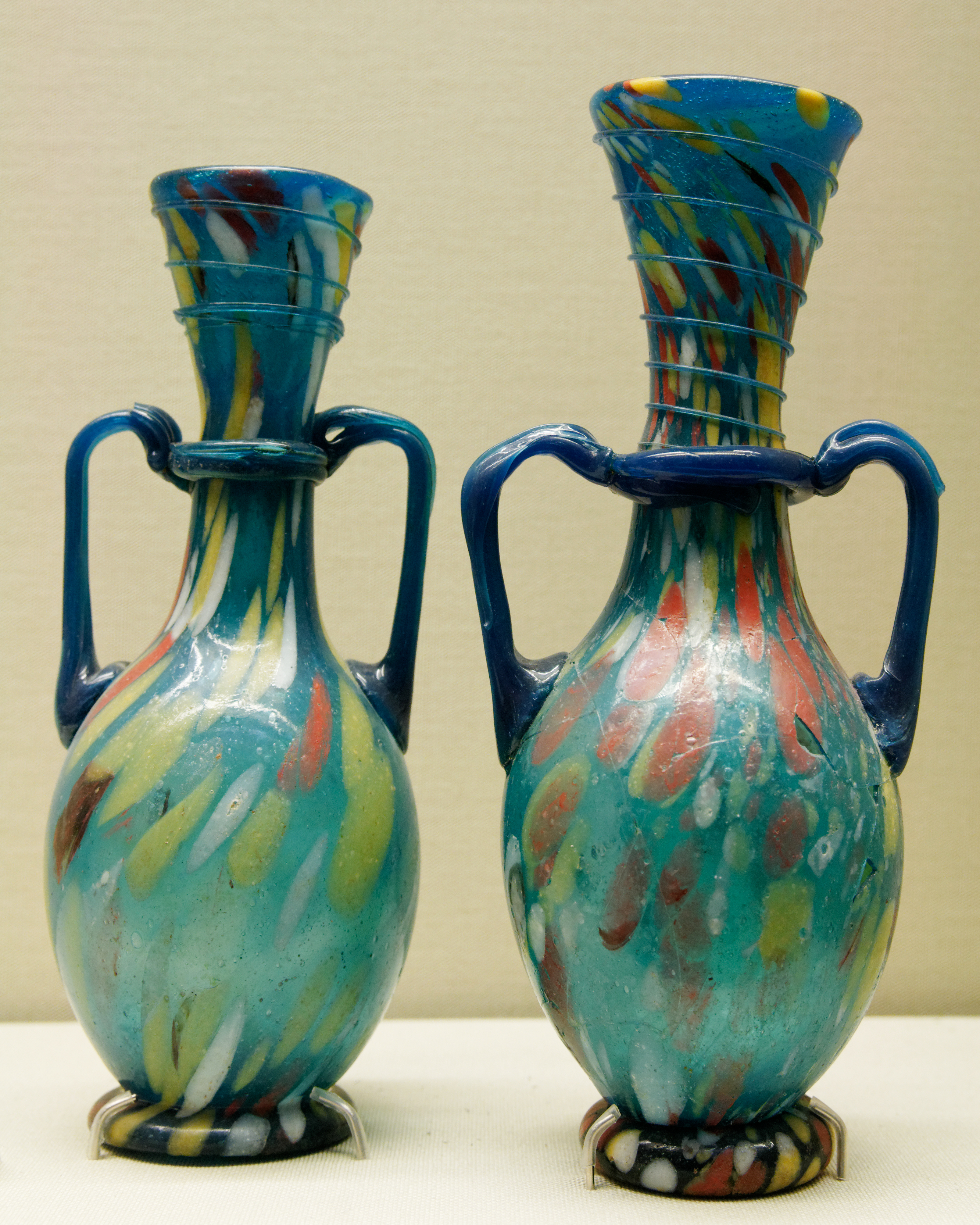
آمفوریسکوی شیشه ای رومی قرن ۱-۲ پس از میلاد
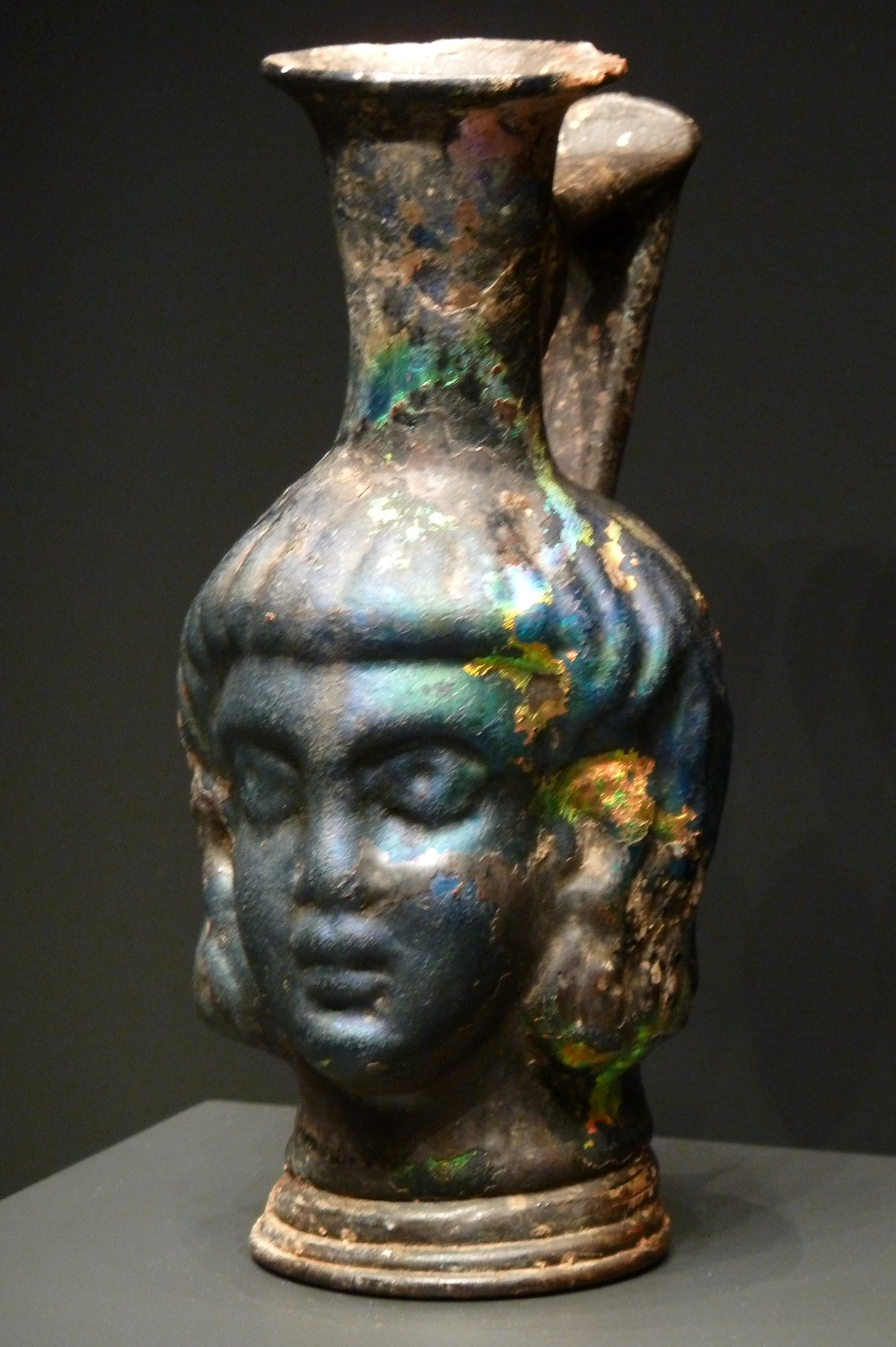
فلاسک سر آبی رومی ( ۳۰۰-۵۰۰ سال پس از میلاد)
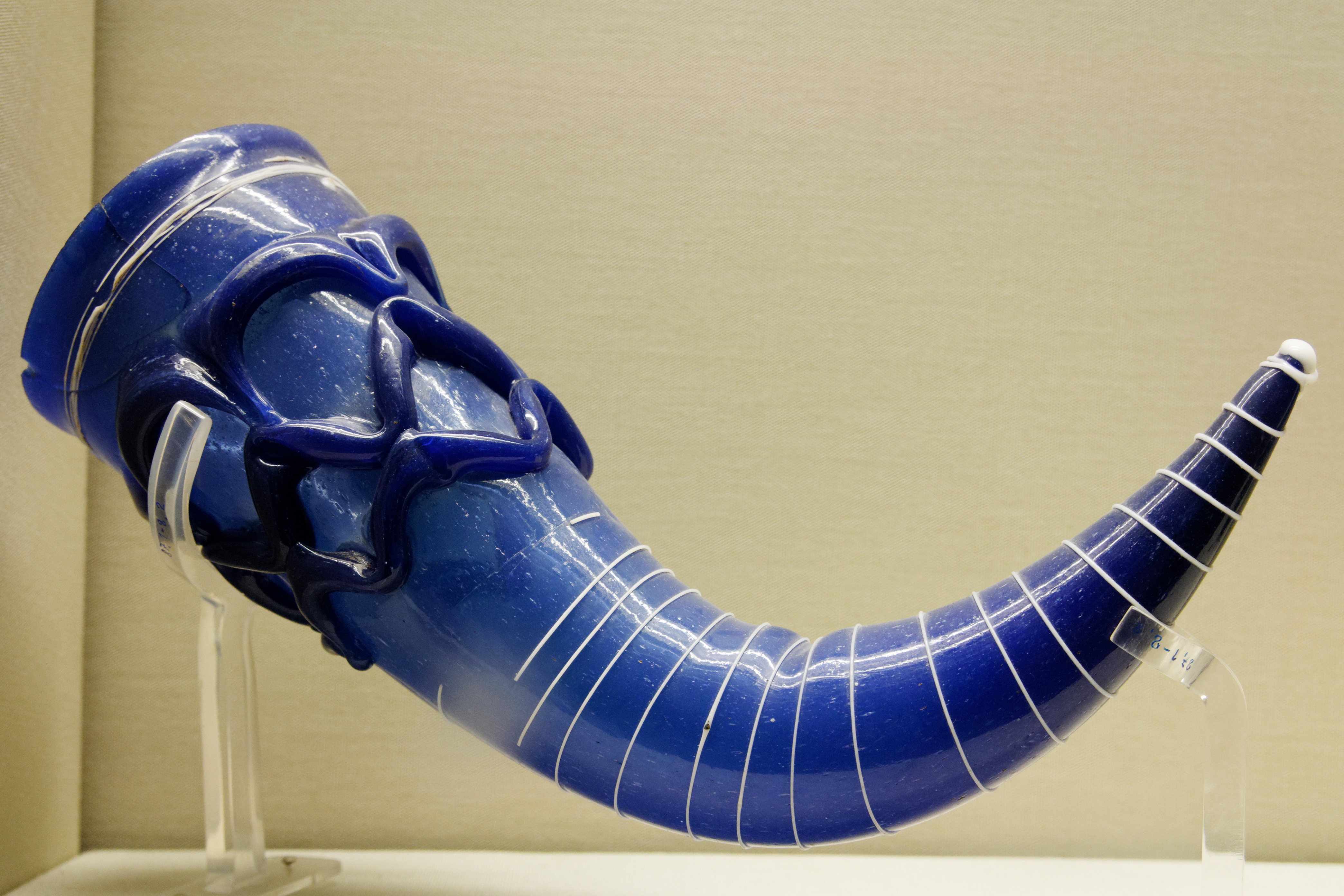
شاخ شیشه لومباردی قرن ۶ تا ۷ پس از میلاد
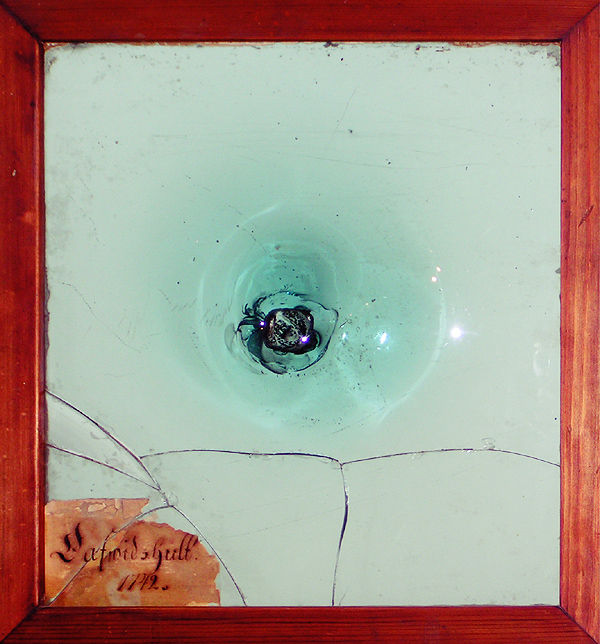
شیشه پنجره در سوئد ، (۱۷۴۲) با علامت پونتیل
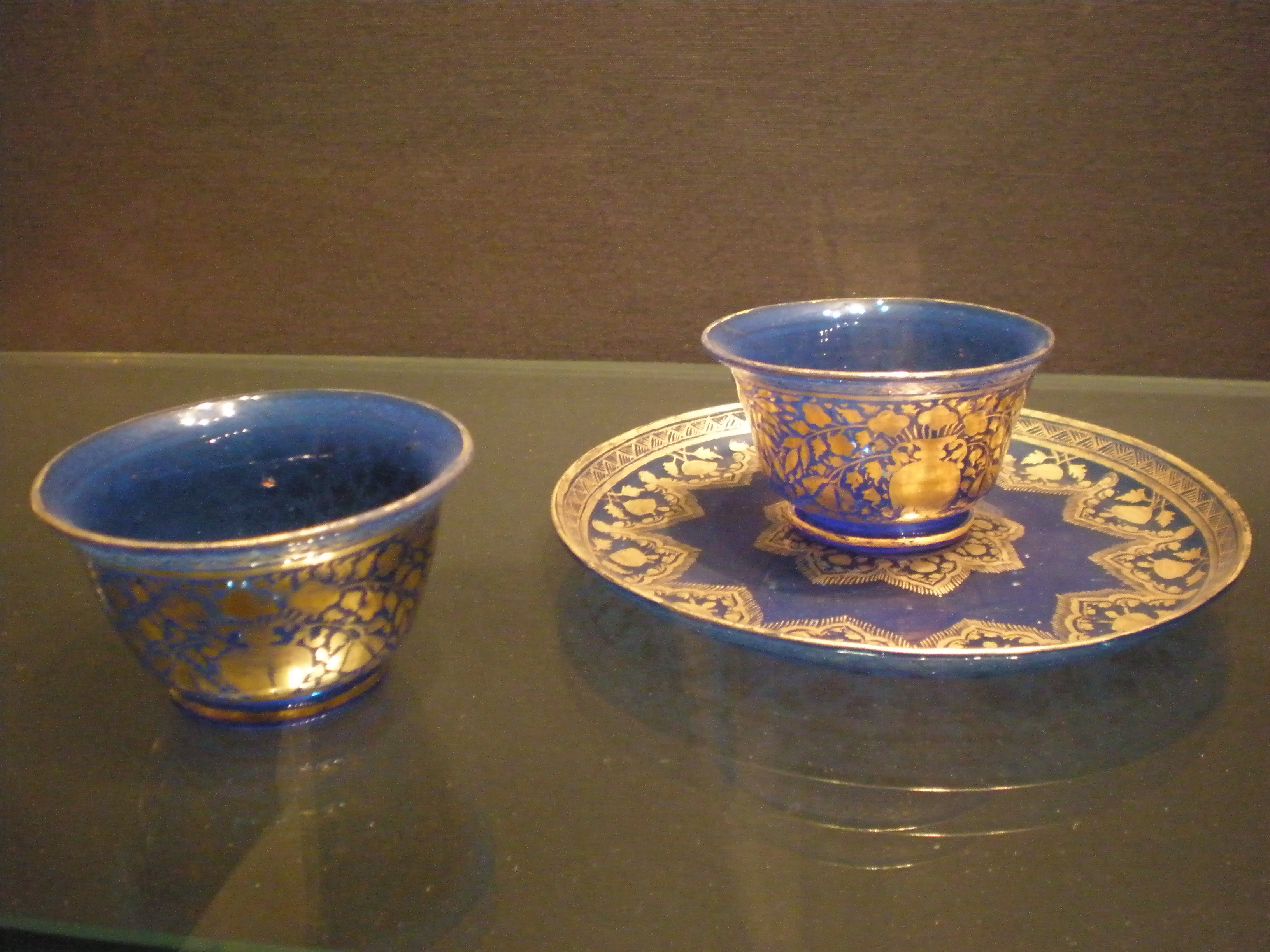
دو فنجان شیشه آبی کبالت با تزئینات گل طلایی از هند، حدود ۱۷۰۰-۱۷۷۵
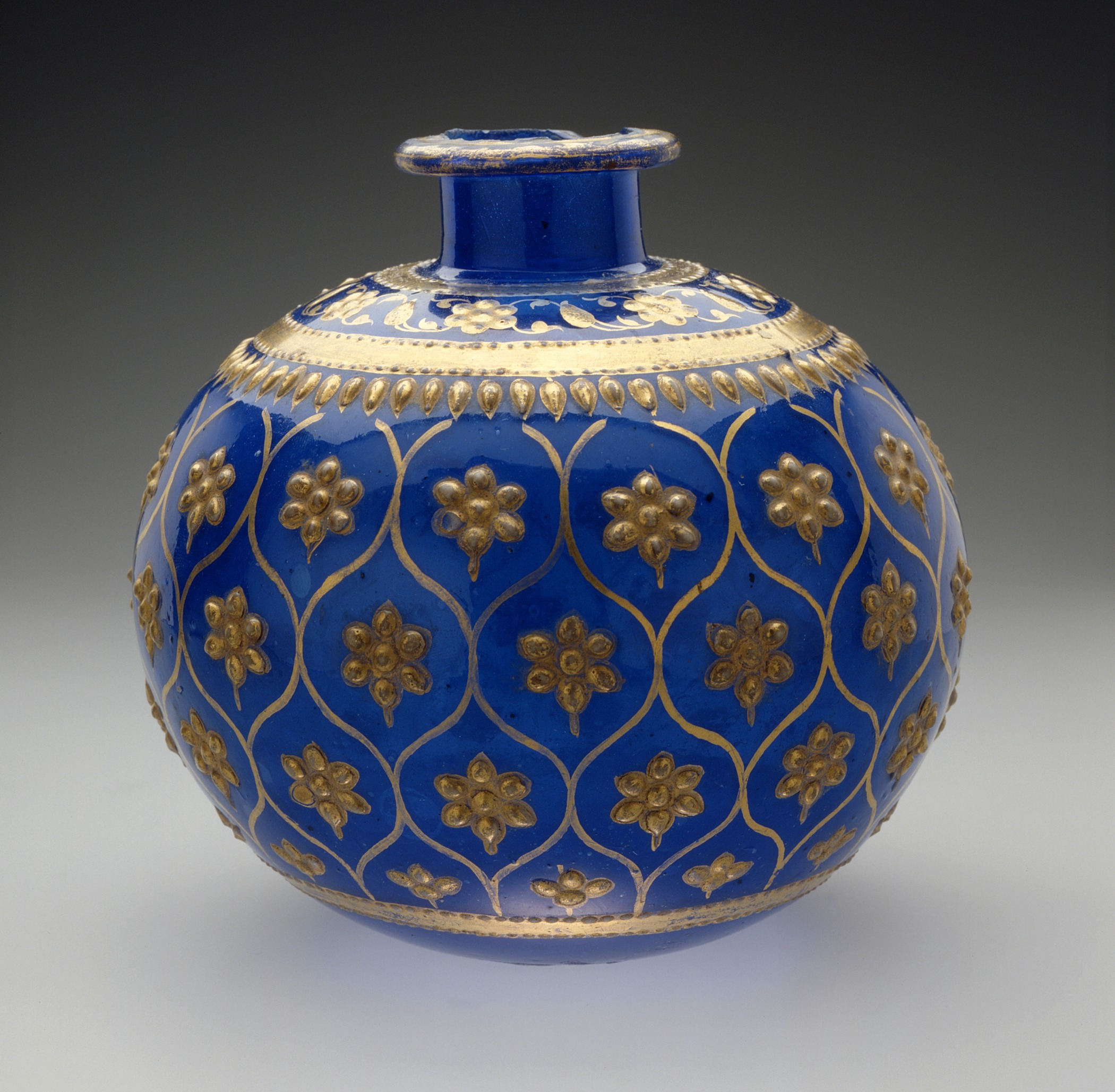
پایه برای لوله آب، هند، ج. ۱۷۰۰-۱۷۷۵
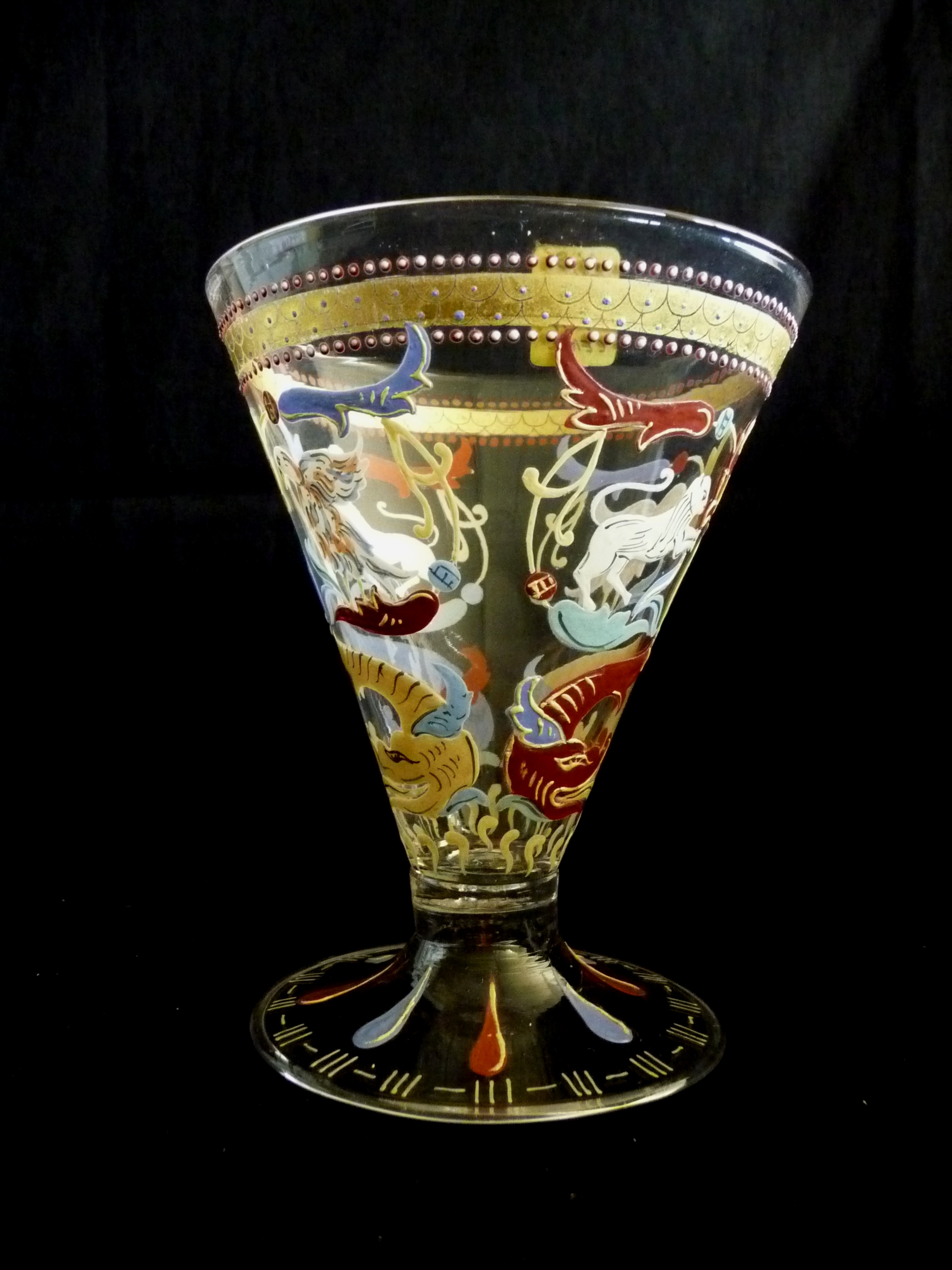
جام ونیزی ساخت ایتالیا در اوایل قرن نوزدهم
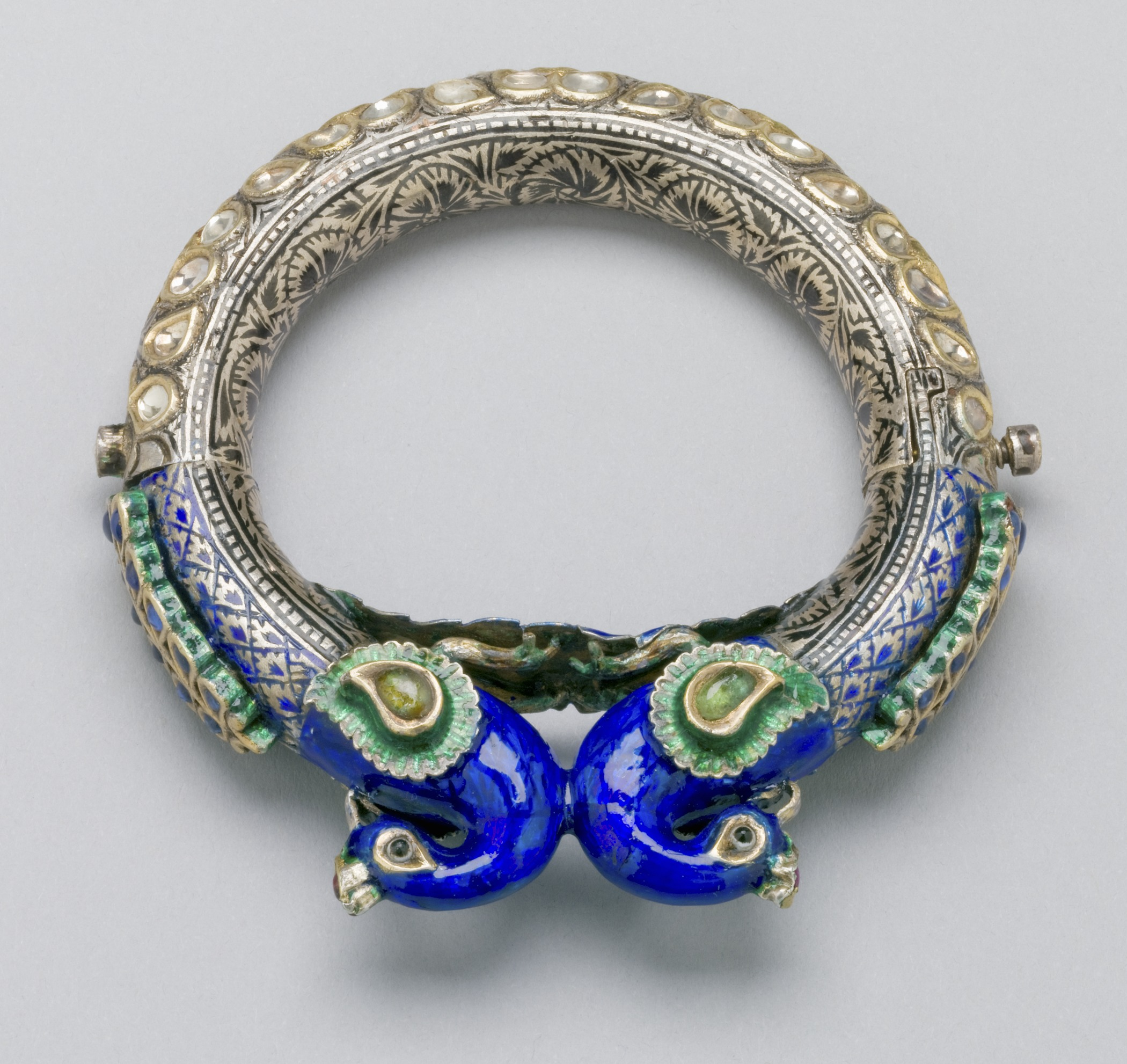
دستبند با طاووس، دهلی، نقره میناکاری شده با سنگ‌های قیمتی و شیشه، قرن نوزدهم
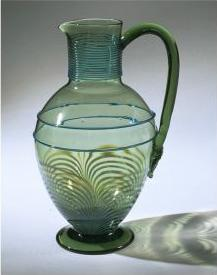
جوگ، ۱۸۷۶، جیمز پاول و پسران
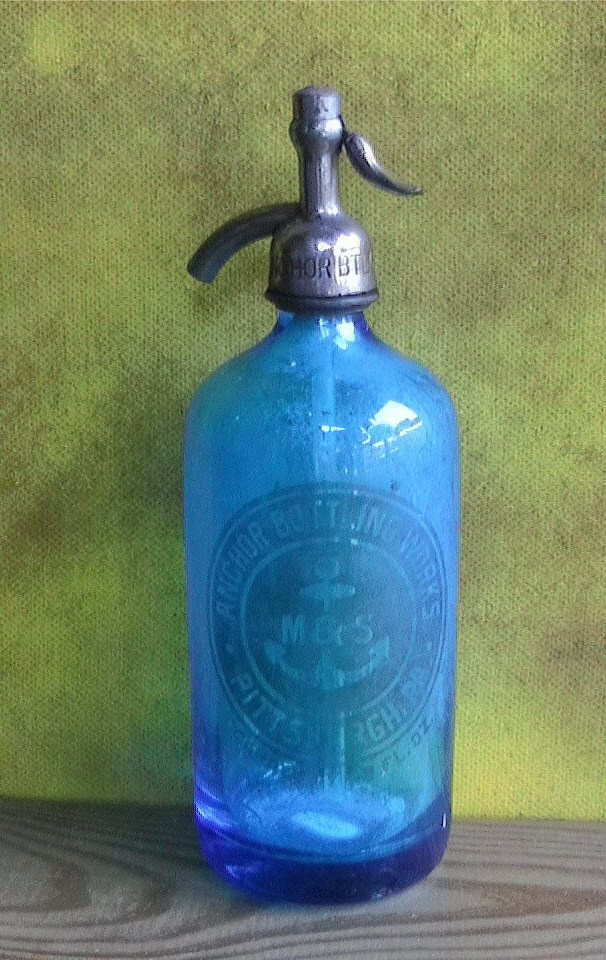
بطری سیفون برای آب سلتزر، ۱۹۲۲
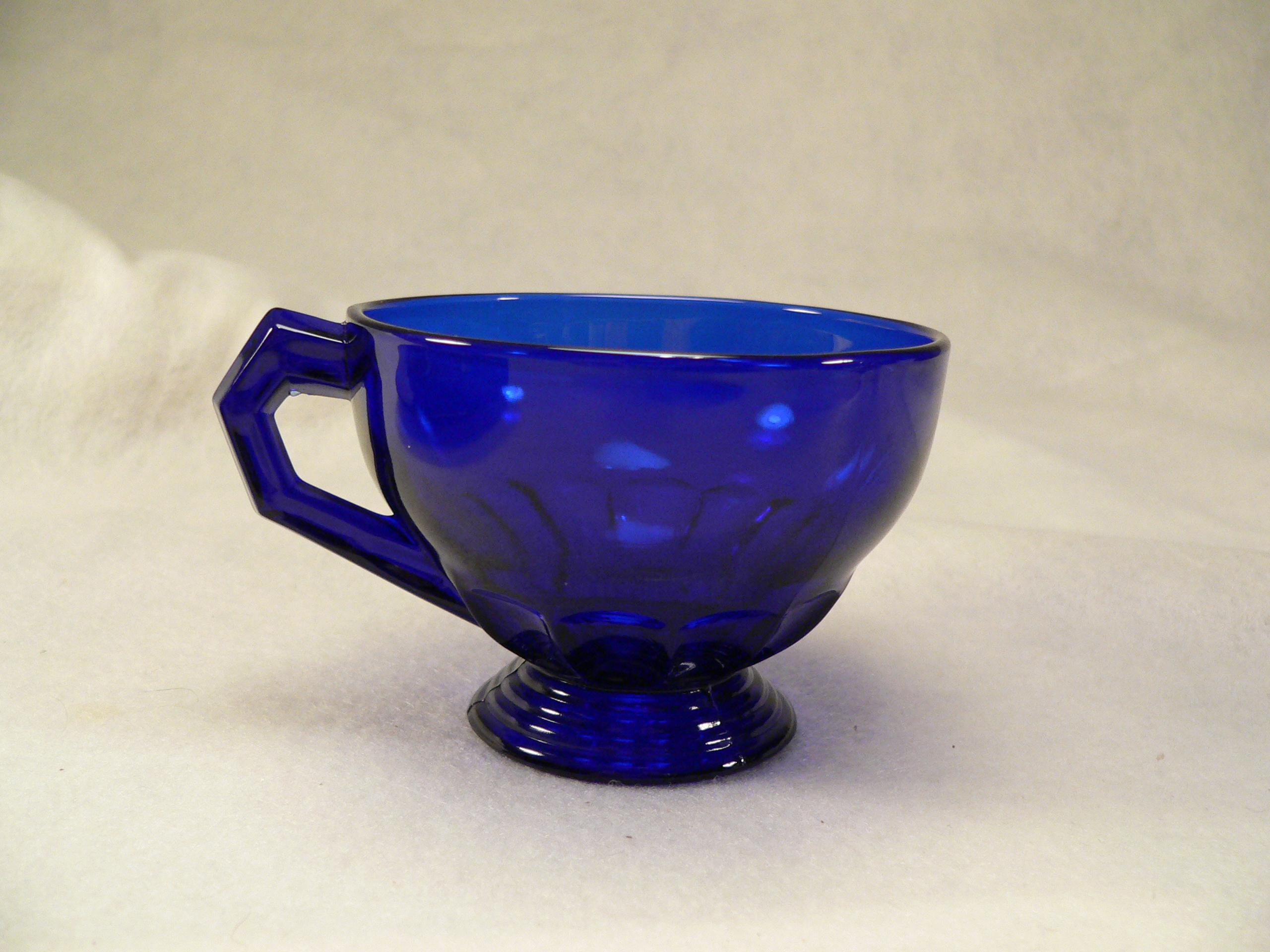
فنجان چای میزبان نیو مارتینزویل، آبی کبالت، ۱۹۳۰
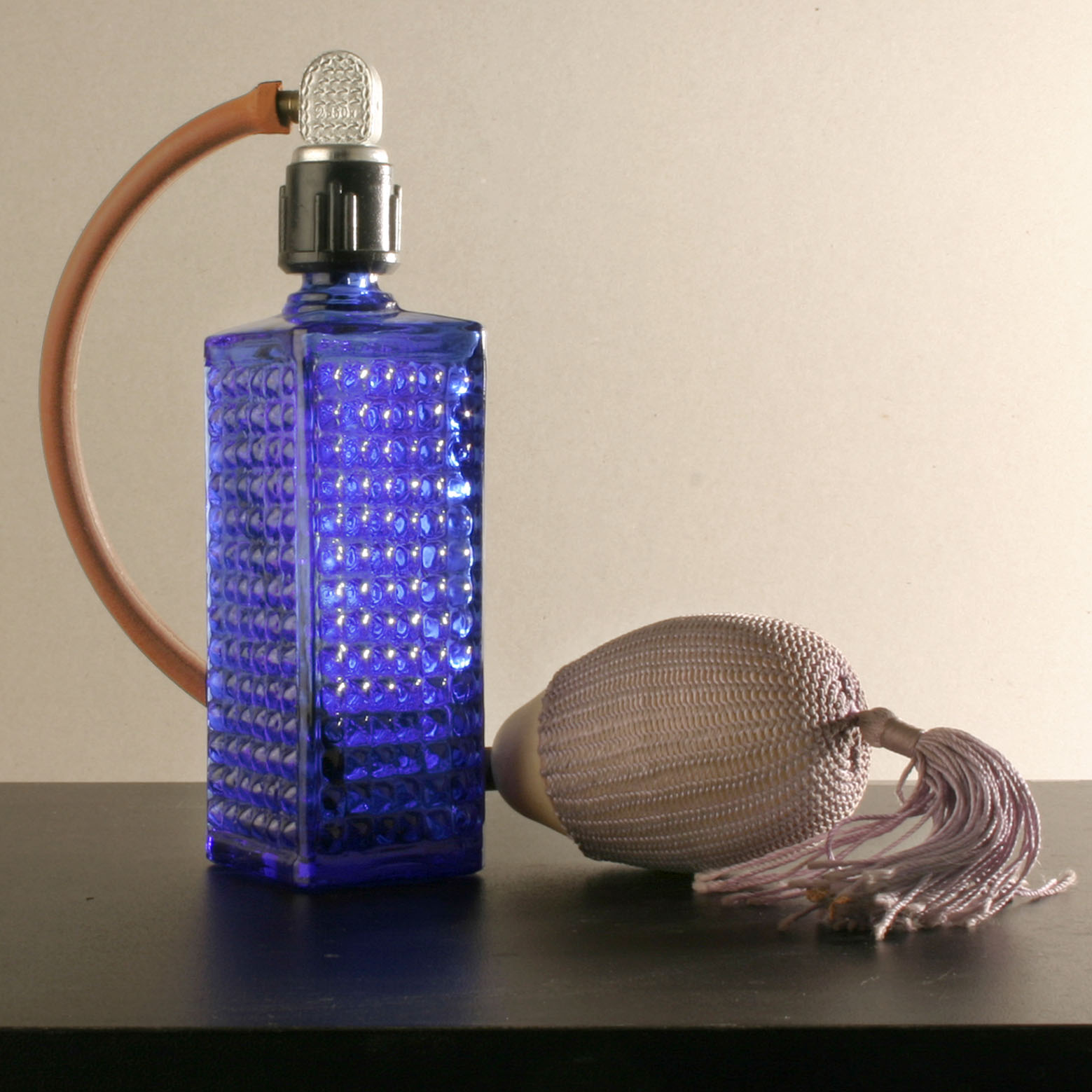
ست عطر از اتحاد جماهیر شوروی،  ۱۹۶۵